# 27 de marzo
El 27 de marzo es el 86.º (octogésimo sexto) día del año en el calendario gregoriano y el 87.º en los años bisiestos. Quedan 279 días para finalizar el año.

## Acontecimientos
- 196 a. C.: en el Antiguo Egipto asciende al trono el faraón Ptolomeo V.

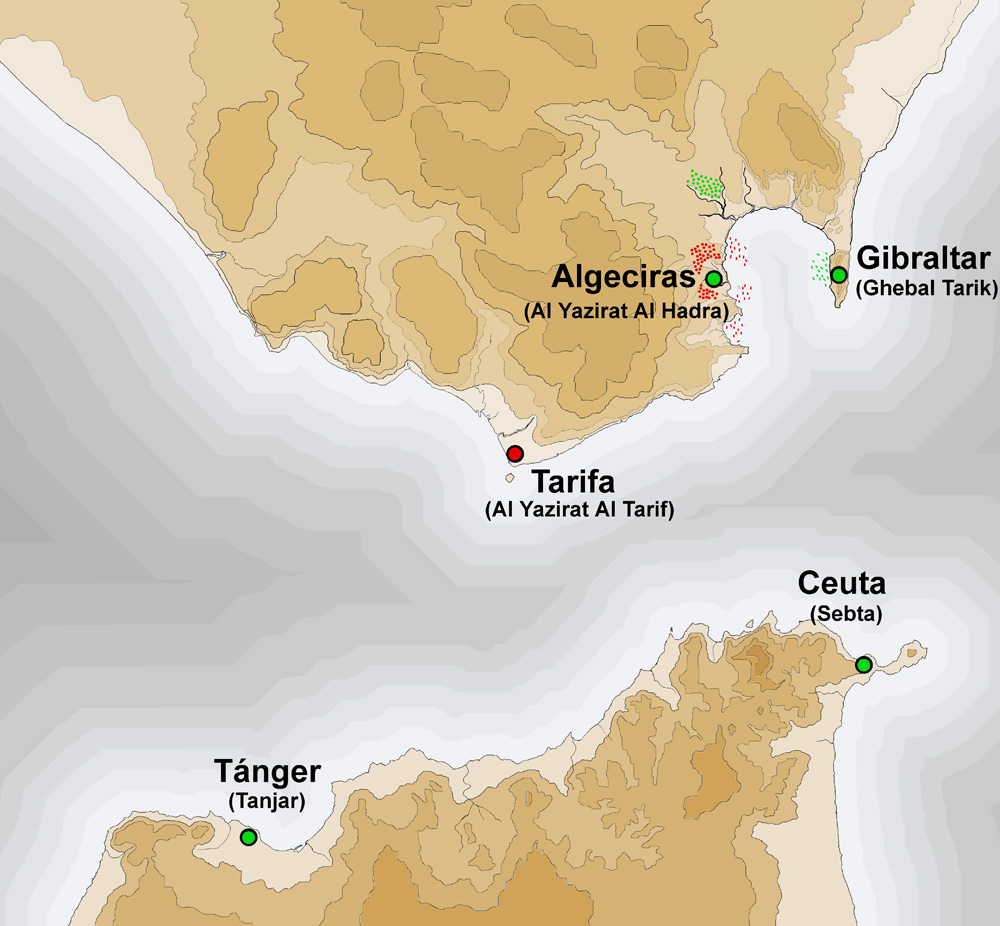
El estrecho de Gibraltar durante el sitio de Algeciras.

- 1272: en Roma (península itálica), Gregorio X es consagrado papa de la Iglesia católica.
- 1306: en Escocia (islas británicas) Roberto I de Escocia  e Isabel de Burgh (reina de Escocia) son coronados rey y reina.
- 1309: en Roma (península itálica), el papa Clemente V publica su bula In omnem, por la que excomulga a la República de Venecia, y prohíbe a todos sus países vasallos cualquier relación comercial con Venecia, que se había apoderado de Ferrara, un feudo papal.
- 1329: en Roma, el papa Juan XXII publica su bula In agro domínico condenando algunos escritos del maestro Eckhart como heréticos.
- 1344: en el extremo sur de España, Alfonso XI entra en la villa vieja de Algeciras tras un asedio de cuatro años.
- 1502: en la aldea de Cariay (actual Puerto Limón), sobre la costa caribeña de la República de Costa Rica llegan los barcos del navegante Cristóbal Colón, quien les notifica a los habitantes ―en idioma castellano― que los ha «descubierto».
- 1512: los barcos del conquistador español Juan Ponce de León arriban a la península de la Florida.
- 1513: el explorador español Juan Ponce de León y sus barcos ―en su primer viaje a la península de Florida― llegan al extremo norte de las islas Bahamas y avistan por primera vez la tierra norteamericana hoy conocida como Florida, confundiéndola con una nueva isla. Posteriormente, el 2 de abril, desembarcarán en la costa oriental de la tierra descubierta.
- 1528: Carlos I de España acuerda con los banqueros alemanes Welser un enorme préstamo para sufragar los gastos correspondientes a su elección como emperador del Sacro Imperio Romano Germánico, en el que el monarca arrendaba una parte del territorio de la actual Venezuela que sería colonizado por los alemanes bajo el nombre de Klein-Venedig, que representó el mayor esfuerzo de colonización alemana de América en el XVI.
- 1572: en España, la Inquisición encarcela a Fray Luis de León, bajo 73 acusaciones de sostener que la Biblia Vulgata contenía errores de traducción. Salió libre cinco años más tarde y volvió a ejercer en la misma universidad con salario triple.
- 1624: en la ciudad de Chuquisaca (en el Alto Perú, actual República de Bolivia) el Imperio español funda la Universidad Mayor Real y Pontificia San Francisco Xavier de Chuquisaca, la primera universidad de Bolivia.
- 1625: en las islas británicas, Carlos I se convierte en rey de tres países: Inglaterra, Escocia e Irlanda, al mismo tiempo que reclama el título de rey de Francia.
- 1638 (sábado): en Calabria (península italiana), entre este día y el día siguiente, tres terremotos de magnitud 7,0 de la escala sismológica de Richter dejan entre 10 000 y 30 000 víctimas.[1]
- 1721: Francia y España firman una alianza para pactar uniones matrimoniales entre miembros de las familias reales de ambos países.
- 1782: en Londres, Charles Watson-Wentworth (marqués de Rockingham) asume por segunda vez el cargo de primer ministro del Reino Unido y comienza las negociaciones para poner fin a la guerra de Independencia de Estados Unidos.
- 1794: Suecia y Dinamarca firman un pacto de neutralidad.
- 1794: el Gobierno de los Estados Unidos establece una marina permanente y autoriza la construcción de seis fragatas.
- 1799: En la guerra austro-francesa, el general Scherer pone en fuga a Fernando III de Toscana.
- 1802: Francia firma con Inglaterra la Paz de Amiens, por la que España recupera Menorca y cede la isla caribeña de isla Trinidad (actual Trinidad y Tobago).
- 1808: en Roma, el papa Pío VII excomulga a Napoleón I.
- 1809: en el marco de la guerra de la Independencia española, una fuerza combinada franco‑polaca derrota al ejército español en la batalla de Ciudad Real.
- 1814: en el centro del estado de Alabama ―en el marco de la Guerra de 1812―, las fuerzas estadounidenses bajo el mando del general Andrew Jackson derrotan a los creek en la batalla de Horseshoe Bend.
- 1826: en España se hace público el primer decreto español sobre patentes de invención.
- 1836: en la ciudad de Goliad (estado de Texas) ―en el marco de la Revolución de Texas―, por orden del general Antonio López de Santa Anna, el ejército mexicano masacra a 342 prisioneros de guerra del ejército tejano.
- 1844: en el mar Caribe, la República Dominicana se independendiza del Reino de España.
- 1851: en La Habana (capitanía general de Cuba, colonia española), Francisco Castillo y Carlos Pérez le cantan a Luz Vázquez y Moreno la canción conocida como La bayamesa, en presencia de Carlos Manuel de Céspedes y José Fornaris.
- 1854: Francia e Inglaterra, como aliadas de Turquía para el mantenimiento de la integridad del Imperio otomano, declaran la guerra a Rusia, lo que da origen a la Guerra de Crimea.
- 1855: en Estados Unidos, el geólogo canadiense Abraham P. Gesner patenta un nuevo destilado del petróleo al que llama «queroseno» (o kerosén).
- 1861: en Turín (norte de Italia), el político Cavour pronuncia un discurso ante el Parlamento piamontés, en la que proclama a Roma como capital del Reino de Italia. Sin embargo, hasta 1870 no entrarían en la ciudad las tropas del rey Víctor Manuel II.
- 1866: en Estados Unidos, el presidente Andrew Johnson veta la Ley de Derechos Civiles de 1866. Su veto es anulado por el Congreso y el proyecto de ley se convierte en ley el 9 de abril.
- 1867: en la ciudad de Rosario (Argentina) se funda el Rosario Cricket Club, antecesor del Rosario Athletic Club.
- 1871: en el campo Raeburn Place, en la ciudad de Edimburgo (Escocia), el equipo escocés de rugby vence 4 a 1 un partido contra el equipo inglés. Se trata del primer partido internacional de ese deporte.
- 1884: en la ciudad de Cincinnati (estado de Ohio), una turba ataca a miembros de un jurado que había emitido un veredicto de homicidio en lo que se consideraba un caso claro de asesinato. Durante los siguientes días la turba se amotinará y quemará el palacio de justicia.
- 1886: en Estados Unidos, el guerrero apache Gerónimo se rinde al Ejército de Estados Unidos poniendo fin a la fase principal de las Guerras Apache.
- 1886: en el Salón del Consulado de los Trabajadores de Vía Campo Lodigiano, en Milán (Italia), el coro Gaetano Donizetti estrena en público el Inno dei lavoratori (‘himno de los trabajadores’), escrito por Filippo Turati, con música compuesta por Amintore Galli (1845-1919).
- 1892: en Manresa (España), la Asamblea de la Unión Catalanista aprueba las Bases de Manresa para la constitución de la Región Catalana.
- 1899: el ingeniero y físico italiano Guglielmo Marconi establece la primera conexión mediante telegrafía sin hilos entre Inglaterra y Francia.
- 1899: en las islas Filipinas ―que hasta recientemente habían sido colonia española―, se libra la batalla del río Marilao. Emilio Aguinaldo lidera las fuerzas filipinas por única vez durante la guerra filipino-estadounidense (en la que los militares estadounidenses asesinaron a uno o dos millones de hombres, mujeres y niños civiles).
- 1901: Guerra filipino-estadounidense: Emilio Aguinaldo, líder de la Primera República filipina, es capturado por los estadounidenses.
- 1912: en la orilla norte del río Potomac, en Washington DC, la ciudadana estadounidense Helen Taft (esposa del presidente Taft) y la vizcondesa japonesa Chinda (esposa del embajador japonés) plantan dos cerezos yoshino. Este es el origen del Festival Estadounidense de los Cerezos en Flor.
- 1915: María Tifoidea (Mary Mallon, 1869‑1938) es puesta en cuarentena de por vida. Fue la primera persona en Estados Unidos identificada como un portador asintomático de fiebre tifoidea. Era cocinera, y cuando contagiaba a una familia, inmediatamente cambiaba de trabajo. Se cree que puede haber matado a al menos 50 personas.
- 1918: el Consejo Nacional de Besarabia (que une a Besarabia con Moldavia) proclama la unión con el Reino de Rumania.
- 1920: en Barcelona (Cataluña), se constituye legalmente el Sindicat de Metges de Catalunya, el sindicato médico más antiguo de Europa.[2]
- 1931: En París (Francia), el actor británico Charles Chaplin recibe la Legión de Honor.
- 1933: en Londres, Reginald Gibson y Eric William Fawcett descubren el polietileno.
- 1933: Japón se retira de la Sociedad de Naciones después de que esta aprobara el Informe Lytton que había fallado a favor de China, e invade el territorio de la República de China (1912-1949).
- 1934: en la II República Española, el Gobierno restablece la pena de muerte para contener el terrorismo.
- 1938: en la provincia de Shandong, a 690 km al sur de Pekín (China) ―en el marco de la segunda guerra sino-japonesa (1937-1945)― continúa la Batalla de Taierzhuang (24 de marzo a 7 de abril de 1938), en que el ejército de la República de China vencerá al ejército del Imperio del Japón. Se trata de la primera gran victoria china de la guerra. Humilló al ejército japonés y destrozó para siempre su reputación como «fuerza invencible».
- 1941: en Sarajevo ―en el marco de la Segunda Guerra Mundial (1939-1945)― oficiales de la Fuerza Aérea Yugoslava (con el respaldo del Reino Unido) derrocan al gobierno pro‑Eje anticomunista en un golpe incruento e instalan al nuevo rey Pedro II de Yugoslavia.
- 1941: en Hawái ―en el marco del ataque a Pearl Harbor (que sucederá el domingo 7 de diciembre de 1941)―, el espía japonés Takeo Yoshikawa llega a la ciudad de Honolulu y comienza a estudiar la flota de la Marina de Estados Unidos estacionada en el puerto de Pearl Harbor.
- 1941: en África ―en el marco de la Segunda Guerra Mundial (1939-1945)― la batalla de Cheren termina con la victoria de los británicos sobre las tropas italianas, lo que abre la conquista de Eritrea a los aliados.
- 1942: en el marco del Holocausto judío, la Francia de Vichy (un estado pronazi cómplice de los alemanes) comienzan la deportación de 65 000 judíos del campo de concentración en la ciudad de Drancý a los campos de exterminio alemanes.
- 1943: en las islas Aleutianas (entre Rusia y Alaska) ―en el marco de la Segunda Guerra Mundial―, comienza la Batalla de las islas Komandorski, en que la Armada de Estados Unidos intercepta a la Armada japonesa que intentaba reforzar una guarnición en Kiska.
- 1945: en Japón ―en el marco de la Segunda Guerra Mundial―, Estados Unidos inicia la Operación Hambre, el minado aéreo de los puertos y vías fluviales de esa nación.
- 1945: en Argentina ―en el marco de la Segunda Guerra Mundial―, el coronel Juan Domingo Perón (ministro de Guerra), declara la guerra contra las Potencias del Eje.
- 1952: en Alemania estadounidense, fracasa un intento de asesinato contra el canciller Konrad Adenauer.
- 1954: en una barcaza sobre el cráter de la bomba de hidrógeno Bravo (detonada el 1 de marzo en el atolón Bikini), Estados Unidos detona la bomba de hidrógeno Romeo, de 15 Mt (megatones). La soviética Bomba del Zar (la más potente de la Historia, del 30 de octubre de 1961) fue de 50 megatones, y la Little Boy (usada en 1945 en Hiroshima) fue de 0,016 megatones.
- 1956: en España, el pelotari Alsúa II (Luis Cenoz) muere como consecuencia de un pelotazo.
- 1957: se instituye el Día Internacional del Teatro.
- 1958: en Moscú (Unión Soviética), Nikita Jrushchov se convierte en presidente del Consejo de Ministros de la Unión Soviética.
- 1964: en Alaska sucede el terremoto de Viernes Santo, el sismo más poderoso registrado en la historia de América del Norte, de 9.2 grados a una profundidad de 35 kilómetros y provoca un tsunami que mata a 125 personas y provoca daños masivos a la ciudad de Anchorage.
- 1969: desde el cabo Cañaveral, Estados Unidos lanza la sonda Mariner 7.
- 1972: la Unión Soviética lanza la sonda espacial Vénera 8 con destino al planeta Venus.
- 1972: en Colombia inicio de transmisión de Canal A
- 1973: Estados Unidos inicia la retirada de sus tropas de Vietnam del Sur.
- 1975: en el extremo noroeste del continente americano comienza la construcción del sistema de oleoductos Trans-Alaska.
- 1975: en Italia se estrena en cines la primera película de la saga Fantozzi.
- 1976: en Washington D. C. (capital de Estados Unidos) se abre al público la primera sección del Metro.
- 1977: en Tenerife (Canarias) ocurre el peor accidente de la historia de la aviación: dos aviones Boeing 747 chocan en una pista de despegue brumosa (Colisión de 1977 en Los Rodeos). Mueren 583 personas en el accidente (los 248 de KLM y los 335 de Pan Am); en el vuelo de Pan Am sobrevivieron 61 personas.
- 1980: en España sucede el Jueves de Plata: el precio de la plata cae alarmantemente causando pánico en el mercado.
- 1980: en el Mar del Norte se derrumba la plataforma petrolífera noruega Alexander Kielland, muriendo 123 personas de su tripulación de 212 personas.
- 1981: en Polonia, el movimiento Solidaridad (dirigido por Lech Walesa) organiza una huelga de advertencia, en la que al menos 12 millones de polacos abandonan sus trabajos durante cuatro horas.
- 1984: en Lima (Perú) tiene lugar el motín del penal El Sexto, en el que fallecen 20 personas.
- 1985: en la Universidad de Roma La Sapienza, el grupo terrorista Brigadas Rojas asesina al economista y catedrático Ezio Tarantelli durante una clase.
- 1986: en Melbourne (Australia), un coche bomba explota frente a la sede de la policía de Russell Street, matando a un agente de policía e hiriendo a 21 personas.
- 1987: en Los Ángeles (California), el grupo de rock U2 toca por primera vez la canción Where the streets have no name en la azotea de una tienda de licores antes del concierto The Joshua Tree en la misma ciudad.
- 1988: en Bangladés, Moudud Ahmed se convierte en primer ministro.
- 1989: en Washington (capital de Estados Unidos), un hospital anuncia la realización del primer trasplante conjunto de páncreas y corazón a un diabético de 45 años de edad.
- 1990: en Miami (estado de Florida), el Gobierno de Estados Unidos inaugura el canal de televisión TV Martí para transmitir propaganda anticastrista hacia Cuba.
- 1993: en la República Popular China, Jiang Zemin es nombrado presidente.
- 1993: en Madagascar, Albert Zafy se convierte en presidente.
- 1993: en Níger, Mahamane Ousmane se convierte en presidente.
- 1993: en Palermo (Sicilia) un tribunal demuestra que Giulio Andreotti (ex primer ministro italiano y líder del partido Democracia Cristiana) tiene «lealtad hacia la mafia».
- 1994: en España finaliza con éxito el caso de la farmacéutica de Olot, con la liberación de María Angels Feliú, que permaneció secuestrada más de 16 meses.
- 1994: En Italia se celebran elecciones políticas en las que, por primera vez, gana Silvio Berlusconi y la coalición de centroderecha sobre las dos coaliciones de centroizquierda.
- 1996: en La Coruña (Galicia) se inaugura oficialmente la emisora comunitaria Cuac FM sede social de la Red de Medios Comunitarios.
- 1996: en el canal de televisión japonés TV Tokio se transmite el episodio final de la serie animada Neon Genesis Evangelion.
- 1998: en Washington (Estados Unidos) la Administración de Alimentos y Medicamentos aprueba el uso de viagra como tratamiento para la disfunción eréctil. Es la primera píldora aprobada para esta afección en ese país.
- 1999: cerca de la ciudad serbia de Buđanovci (Yugoslavia) ―en el marco del bombardeos de la OTAN contra la población civil yugoslava― el Ejército Popular Yugoslavo derriba un avión furtivo F‑117 Nighthawk mediante un misil tierra‑aire S-125 Neva/Pechora. Es el primer y único Nighthawk que se pierde en combate.
- 2000: la Justicia española acepta a trámite la querella por genocidio contra el pueblo maya interpuesta por Rigoberta Menchú contra el régimen militar guatemalteco.
- 2000: en la localidad de Pasadena (estado de Texas), una explosión en la planta de Phillips Petroleum mata a una persona y hiere a otras 71.
- 2002: durante un Séder de Pésaj en la ciudad de Netanya (Israel) un terrorista suicida palestino mata a 30 personas (Masacre de Pésaj).
- 2002: en Nanterre (Francia), un hombre armado abre fuego al final de una reunión del consejo municipal, lo que resulta en la muerte de 8 concejales; otras 19 personas resultan heridas (Masacre de Nanterre).
- 2003: en España se ilegaliza el ya disuelto partido político Batasuna.
- 2003: en la ciudad de Liverpool (Reino Unido) se abre al público la casa natal de John Lennon (guitarrista de la banda británica The Beatles).
- 2004: frente a Cornualles, el HMS Scylla, una fragata clase Leander fuera de servicio, se hunde para generar un arrecife artificial, el primero de su tipo en Europa.
- 2006: en España se inaugura la cadena televisiva La Sexta, con un sondeo a los españoles y el discurso inaugural de Emilio Aragón.
- 2006: Graceland, la mansión donde Elvis Presley vivió desde los 22 a los 42 años, ubicada a 14 km al sur de la ciudad de Memphis (estado de Tennessee) es designada Monumento Histórico Nacional.
- 2009: en Indonesia se rompe la represa que forma el lago artificial Situ Gintung y mata al menos a 99 personas.
- 2010: se conmemora la cuarta edición de La hora del planeta, en esta ocasión fue de 20:30 a 21:30 (hora local de cada país).
- 2014: Filipinas firma un acuerdo de paz con el mayor grupo rebelde musulmán, el Frente Moro de Liberación Islámica, poniendo fin a décadas de conflicto.
- 2015: militantes de Al-Shabab atacan y ocupan temporalmente un hotel de Mogadiscio dejando al menos 20 personas muertas.
- 2016: en el parque Gulshan-e-Iqbal, en la ciudad de Lajore (Pakistán), un atentado suicida islámico se cobra más de 70 vidas y deja a casi 300 heridos. Los objetivos del bombardeo son los cristianos que celebraban hoy la Pascua.
- 2020: Macedonia del Norte se convierte en el 30.º miembro de la OTAN.
- 2020: un equipo de científicos, utilizando el telescopio espacial WISE descubre un cometa, que una semana después será nombrado NEOWISE.
- 2020: en Ciudad del Vaticano, el papa Francisco imparte la bendición urbi et orbi a causa de la pandemia por covid‑19.
- 2022: en El Salvador, el gobierno de Nayib Bukele inicia la guerra contra las pandillas.
- 2023: en la Escuela Presbiteriana Covenant de la ciudad de Nashville (estado de Tennessee) un exalumno de 29 años abre fuego con un fusil de asalto (cuya tenencia es legal en Estados Unidos) contra los estudiantes, matando a tres niños de 9 años y a tres maestras.
- 2023: en Ciudad Juárez (en el estado mexicano de Chihuahua), un incendio de un centro de detención del Instituto Nacional de Migración deja un saldo de 40 muertos y 28 heridos.
- 2023: Nintendo cierra la eshop (venta electrónica a través de internet) de Nintendo 3DS y Wii U.

## Nacimientos
- 45: Estacio, poeta romano (f. 96).
- 972: Roberto II, rey francés (f. 1031).
- 988: Constanza de Arlés, reina (f. 1032).
- 1196: Svjatoslav III de Vladimir, príncipe (f. 1252).
- 1306: Felipe III de Navarra, aristócrata («conde de Évreux y Longueville»), rey de Navarra (f. 1343).
- 1347: Ruperto I de Legnica, aristócrata polaco (f. 1409).
- 1401: Alberto III, aristócrata («duque de Baviera») alemán (f. 1460)
- 1416: San Francisco de Paula, fraile italiano (f. 1507), fundador de la orden de los Mínimos; canonizado por la Iglesia católica.
- 1416: Antonio Squarcialupi, organista italiano (f. 1480).
- 1457: Juan II de Ribagorza o Juan de Aragón, político español (f. 1528).
- 1492: Adam Ries, matemático, científico e historiador alemán (f. 1559).
- 1509: Wolrad II, aristócrata («conde de Waldeck-Eisenberg») alemán (f. 1578).
- 1521: Camillo I Gonzaga, aristócrata y militar italiano (f. 1595).
- 1546: Johannes Piscator, teólogo alemán (f. 1625).
- 1560: Sebastián Rodríguez Cermeño, navegante y explorador español-portugués (f. 1602).
- 1562: Jacob Gretser, dramaturgo, teólogo e historiador alemán (f. 1625).
- 1577: Iacopo Cicognini, poeta y dramaturgo italiano (f. 1631).
- 1583: Helfrich Ulrich Hunnius, jurista alemán (f. 1636).
- 1594: Luigi I d'Este, aristócrata y militar italiano (f. 1664).
- 1604: Filippo San Martino di Agliè, político, hombre de letras y músico italiano (f. 1667).
- 1623: Francesco Negri, sacerdote, explorador y escritor italiano (f. 1698).
- 1627: Stephen Fox, político inglés (f. 1716).
- 1632: Gustavo Adolfo de Nassau-Saarbrücken, aristócrata alemán (f. 1677).
- 1639: Claude Audrán, pintor francés (f. 1684).
- 1657: Isaac Papin, religioso, filósofo y teólogo francés (f. 1709).
- 1659: Thomas Bartholin el Joven, anticuario danés (f. 1690).
- 1659: Francisco Antonio de Borja-Centelles y Ponce de Léon, cardenal y arzobispo católico español (f. 1702).
- 1660: Lodovico Sergardi, poeta italiano (f. 1726).
- 1662: María Luisa de Orleans, reina consorte española (f. 1689).
- 1665: Benjamin Neukirch, escritor, poeta y abogado alemán (f. 1729).
- 1665: Pietro Pariati, libretista y poeta italiano (f. 1733).
- 1668: Cornelio Bentivoglio, cardenal italiano, arzobispo católico y escritor (f. 1732).
- 1676: Francisco II Rákóczi, aristócrata («príncipe»), militar, líder y patriota húngaro (f. 1735).
- 1679: Maximilian Ulrich von Kaunitz, diplomático y político austríaco (f. 1746).
- 1679: Doménico Lalli, poeta y libretista italiano (f. 1741).
- 1681: Joaquín Fernández de Portocarrero, cardenal hispano-italiano (f. 1760).
- 1686: Johann Jakob Quandt, teólogo y bibliotecario alemán (f. 1772).
- 1690: Marco Antonio Ginanni, escritor, político y heraldista italiano (f. 1770).
- 1692: Giovanni Fischietti, profesor y compositor italiano (f. 1743).
- 1695: Johann Philipp Anton von und zu Frankenstein, obispo católico alemán (f. 1753).
- 1696: Federico Alamanni, obispo católico italiano (f. 1775).
- 1696: Louis Jouard de La Nauze, jesuita e historiador francés (f. 1773).
- 1702: Johann E. Eberlin, organista y compositor alemán (f. 1762).
- 1705: Matias Aires Ramos, filósofo y escritor portugués (f. 1763).
- 1709: William Flackton, compositor, editor y organista británico (f. 1798).
- 1710: Joseph Abaco, violonchelista y compositor belga (f. 1805).
- 1712: Pygan Adams, orfebre estadounidense (f. 1776).
- 1712: Claude Bourgelat, cirujano, veterinario y escritor francés (f. 1779).
- 1714: Francesco Antonio Zaccaria, sacerdote, historiador y teólogo italiano (f. 1795).
- 1723: Georgiana Fox, aristócrata («1.º baronesa de Holanda») británico-inglesa (f. 1774).
- 1723: James Madison Senior, militar estadounidense (f. 1801).
- 1724: Jane Colden, botánica y escritora estadounidense (f. 1766).
- 1726: Christian Alberto de Hohenlohe-Langenburg, aristócrata alemán (f. 1789).
- 1729: Francesco Celebrano, artista italiano (f. 1814).
- 1734: Francesco Pignatelli, marqués de Laino, general y político italiano (f. 1812).
- 1736: Antonio Cappello, político y diplomático italiano (f. 1807).
- 1740: Niklaus Franz von Bachmann, general suizo (f. 1831).
- 1740: Stanislao Canovai, religioso, matemático e historiador italiano (f. 1812).
- 1744: Aleksej Ivanovič Musin-Pushkin, historiador ruso (f. 1817).
- 1745: Giuseppe Parisi, general italiano (f. 1831).
- 1746: Michael Bruce, poeta y compositor británico-escocés (f. 1767).
- 1746: Carlo Buonaparte, abogado, general y político corso-francés (f. 1785), padre de Napoleón.
- 1753: Andrew Bell, sacerdote escocés (f. 1832).
- 1756: Gaetano Mammone, bandido italiano (f. 1802).
- 1760: Auguste Vestris, bailarín francés (f. 1842).
- 1765: Franz von Baader, ingeniero, teólogo y médico alemán (f. 1841).
- 1767: Charles Didelot, bailarín y coreógrafo francés (f. 1837).
- 1776: Charles-François Brisseau de Mirbel, botánico y político francés (f. 1854).
- 1776: José Manuel Herrera, sacerdote, político y escritor mexicano (f. 1831).
- 1781: Alexander Vostokov, filólogo y académico estonio-ruso (f. 1864).
- 1784: Sándor Kőrösi Csoma, filólogo, lingüista, orientalista y escritor húngaro (f. 1842).
- 1785: Filippo Giudice Caracciolo, cardenal y arzobispo católico italiano (f. 1844).
- 1785: Luis XVII de Francia, rey francés (f. 1795).
- 1787: Pierre Delalande, naturalista y explorador francés (f. 1823).
- 1794: James Stopford, cuarto conde de Courtown, político irlandés (f. 1858).
- 1796: Robert James Graves, anatomista irlandés (f. 1853).
- 1797: Alfred de Vigný, escritor, militar, poeta y dramaturgo francés (f. 1863).
- 1799: Alessandro La Marmora, general y patriota italiano (f. 1855).
- 1801: Alexander Barrow, abogado y político estadounidense (f. 1846).
- 1801: Ferdinand von Menshengen, diplomático austríaco (f. 1885).
- 1802: Vincenzo Pinali, médico italiano (f. 1875).
- 1802: Charles-Mathias Simons, jurista y político germano-luxemburgués, 3.º primer ministro de Luxemburgo (f. 1874).
- 1803: Giacomo Panizza, compositor italiano (f. 1860).
- 1805: Louis Adolphe Bonard, almirante francés (f. 1867).
- 1808: James Fillans, escultor británico-escocés (f. 1852).
- 1809: Georges-Eugène Haussmann, aristócrata («barón Haussmann») ingeniero, urbanista y político francés (f. 1891).
- 1809: Maria Theresia Löw, soprano y arpista alemana (f. 1885).
- 1811: William Bagot, aristócrata («3.º barón Bagot») y político británico-inglés (f. 1887).
- 1811: Edward William Cooke, pintor, ilustrador y geólogo británico-inglés (f. 1880).
- 1812: Ivan Ivanovich Panaev, escritor y periodista ruso (f. 1862).
- 1814: Charles Mackay, periodista, poeta, letrista, antólogo y escritor británico-escocés (f. 1889).
- 1817: Karl Wilhelm von Nägeli, botánico suizo (f. 1891).
- 1817: Robert Rive, fotógrafo francés (f. 1868).
- 1817: William Ward, aristócrata («1.º conde de Dudley») británico-inglés (f. 1885).
- 1818: Erminia Frezzolini, soprano italiana (f. 1884).
- 1818: Jacob Axel Josephson, compositor sueco (f. 1880).
- 1819: Filip Hristić, político y diplomático serbio (f. 1905).
- 1820: Giovanni Fontana, escultor y decorador italiano (f. 1893).
- 1820: Edward Augustus Inglefield, almirante, explorador y pintor británico-inglés (f. 1894).
- 1820: Filippo Rossi, policía italiano.
- 1822: Henri Murger, novelista y poeta francés (f. 1861).
- 1824: Johann Wilhelm Hittorf, físico alemán (f. 1914).
- 1824: Luigi Luzzi, compositor italiano (f. 1876).
- 1824: Virginia Minor, escritora y activista estadounidense por el sufragio femenino (f. 1894).
- 1824: Lőrinc Schlauch, cardenal y obispo católico húngaro (f. 1902).
- 1825: Giovanni Battista Sicheri, poeta y patriota italiano (f. 1879).
- 1826: Alphonse de Polignac, matemático francés (f. 1863).
- 1826: Achille Vertunni, pintor italiano (f. 1897).
- 1828: Charles Pêtre, escultor francés (f. 1907).
- 1831: Johann Friedrich Horner, oftalmólogo suizo (f. 1886).
- 1831: Emilio Zasio, patriota y militar italiano (f. 1869).
- 1832: William Quiller Orchardson, pintor británico-escocés (f. 1910).
- 1834: Walter Carpenter, almirante y político británico (f. 1904).
- 1836: Ernest Puget, activista francés.
- 1838: Paolo Santinelli, jinete italiano (f. 1878).
- 1839: John Ballance, periodista y político irlandés-neozelandés, 14.º primer ministro de Nueva Zelanda (f. 1893).
- 1839: Gottlieb Viehe, misionero alemán (f. 1901).
- 1840: Tommaso Burato, fotógrafo dálmata (f. 1910).
- 1843: George Frederick Leycester Marshall, naturalista británico (f. 1934).
- 1844: Adolphus Greely, general y explorador estadounidense, ganador de la Medalla de Honor (f. 1935).
- 1845: Antonio Argenti, escultor italiano (f. 1916).
- 1845: Wilhelm Röntgen, físico alemán, premio nobel de física en 1901 (f. 1923).
- 1845: Jakob Sverdrup, obispo y político noruego (f. 1899), ministro de Educación e Investigación de Noruega y ministro de Educación y Asuntos Eclesiásticos.

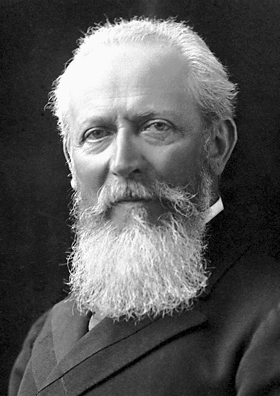
Otto Wallach.

- 1847: Otto Wallach, químico alemán, premio nobel de química en 1910 (f. 1931).
- 1849: Carlo Dossi, novelista, diplomático, arqueólogo y aforista italiano (f. 1910).
- 1849: Carlo Pollonera, pintor italiano (f. 1923).
- 1851: Ruperto Chapí, compositor español, cofundador de la SGAE (Sociedad General de Autores y Editores) (f. 1909).
- 1851: Vincent d’Indý, compositor y profesor de música francés (f. 1931).
- 1851: Joseph Taylor, futbolista británico-escocés (f. 1888).
- 1852: Pietro Polenghi, empresario italiano (f. 1932).
- 1852: Anna Antoinette Weber-van Bosse, botánica neerlandesa (f. 1942).
- 1852: Jan Van Beers, pintor belga (f. 1927).
- 1854: Giovanni Battista Grassi, médico, zoólogo y entomólogo italiano (f. 1925).
- 1854: Władysław Kulczyński, aracnólogo polaco (f. 1919).
- 1854: Libero Pilotto, actor y dramaturgo italiano (f. 1900).
- 1855: William Libbey, tirador al blanco, coronel, alpinista, geógrafo, geólogo y arqueólogo estadounidense (f. 1927).
- 1857: Albert William Austin, golfista canadiense (f. 1934).
- 1857: Darío Baldi, médico y político italiano (f. 1933).
- 1857: Domenico Farinati, constructor de órganos italiano (f. 1942).
- 1857: Karl Pearson, matemático, eugenista, estadístico y académico británico-inglés (f. 1936).
- 1858: Paolo Emilio Bensa, jurista y político italiano (f. 1928).
- 1858: Gottfried Hofer, pintor austríaco (f. 1932).
- 1859: George Giffen, jugador de críquet y futbolista australiano (f. 1927).
- 1860: Frank Frost Abbott, filólogo clásico, historiador, erudito y académico suizo expatriado en Estados Unidos (f. 1924).
- 1862: Francisco Alió, compositor español (f. 1908).
- 1862: Arturo Berutti, compositor y músico argentino (f. 1938).
- 1862: Jelena Dimitrijević, cuentista, novelista, poetisa, viajera, trabajadora social, feminista y políglota serbia (f. 1945).
- 1863: Mito Umeta, supercentenario japonés (f. 1975).
- 1863: Henry Royce, ingeniero y empresario británico-inglés, fundó Rolls-Royce Limited (f. 1933).
- 1863: Francesc Viñas, tenor español (f. 1933).
- 1864: Agostina Pietrantoni, monja italiana (f. 1894).
- 1865: Evgenij Botkin, médico ruso (f. 1918).
- 1865: Alessandro Verde, cardenal italiano (f. 1958).
- 1866: John Allan, político australiano, 29.º primer ministro de Victoria (f. 1936).
- 1868: Patty Hill, compositora y educadora estadounidense (f. 1946).
- 1869: J. R. Clynes, sindicalista y político británico-inglés, ministro del Interior (f. 1949).
- 1869: Barney Gilmore, actor y guionista estadounidense (f. 1949).
- 1869: Virgilia Lütz, monja alemana (f. 1949).
- 1869: James McNeill, político irlandés (f. 1938), 2.º gobernador general del Estado Libre Irlandés.
- 1870: Edward Dewhurst, tenista australiano (f. 1941).
- 1870: Giovanni Masnata, médico y político italiano (f. 1945).
- 1870: Amílcare Solferini, escritor, poeta y dramaturgo italiano (f. 1929).
- 1870: Kristo Sotiri, arquitecto e ingeniero albanés (f. 1953).
- 1871: Piet Aalberse, político neerlandés, ministro de Asuntos Sociales y Empleo (f. 1948).
- 1871: Heinrich Mann, escritor y poeta alemán (f. 1950).
- 1871: Joseph G. Morrison, capitán estadounidense y ministro «nazareno» evangélico (f. 1939).
- 1871: Ugo Piperno, actor italiano (f. 1922).
- 1873: Giannina Russ, soprano italiana (f. 1951).
- 1874: Andrés de Segurola, bajo español (f. 1953).
- 1875: Jean Cau, remero francés (f. 1921).
- 1875: J. Charles Haydon, director, actor y guionista estadounidense (f. 1943).
- 1875: Albert Marquet, pintor francés (f. 1947).
- 1875: Cécile Vogt-Mugnier, neuróloga francesa (f. 1962).
- 1876: Casimiro Doniselli, médico, fisiólogo y psicólogo italiano (f. 1960).
- 1876: Gerhard Kowalewski, matemático alemán (f. 1950).
- 1876: Enrico Mazzolani, escultor italiano (f. 1968).
- 1876: Ermenegildo Pellegrinetti, cardenal y arzobispo católico italiano (f. 1943).
- 1877: Oscar Grégoire, jugador de waterpolo y nadador belga (f. 1947).
- 1878: Kathleen Scott, escultora británica (f. 1947).
- 1878: Miller Huggins, entrenador y jugador de béisbol estadounidense (f. 1929).
- 1879: Albert Bechestobill, luchador estadounidense (f. 1959).
- 1879: Catherine Carswell, escritora y periodista británico-escocesa (f. 1946).
- 1879: Guelfo Ferrari, director deportivo italiano (f. 1958).
- 1879: Sándor Garbai, político húngaro, 19.º primer ministro de Hungría (f. 1947).
- 1879: Miller Huggins, jugador y mánager de béisbol estadounidense (f. 1929).
- 1879: Alfred Lind, director de cine, director de fotografía y guionista danés (f. 1959).
- 1879: Izaak Reijnders, militar neerlandés (f. 1966).
- 1879: Edward Steichen, pintor y fotógrafo luxemburgués expatriado en Estados Unidos (f. 1973).
- 1879: Gallus Steiger, misionero católico suizo y obispo (f. 1966).
- 1880: Eugenio Baroni, escultor italiano (f. 1935).
- 1880: Ruth Hanna McCormick, política, activista y editora estadounidense (f. 1944).
- 1880: Berthold Tandler, levantador austríaco.
- 1881: Arkadi Avérchenko, escritor satírico y dramaturgo soviético-ruso (f. 1925).
- 1881: Alan Bailey, remero canadiense (f. 1961).
- 1881: Angelo Baldassarri, abogado y político italiano (f. 1963).
- 1882: Thomas Graham Brown, montañista y fisiólogo británico-escocés (f. 1965).
- 1883: Jan Kunc, compositor, profesor y escritor checo (f. 1976).
- 1883: Antonio Sala, futbolista italiano.
- 1883: Dimitrios Semsis, violinista, cantante y compositor griego (f. 1950).
- 1883: Adrian Stoop, director deportivo británico (f. 1957).
- 1883: Marie Under, escritora y poetisa estonia (f. 1980).
- 1884: James Cruze, director de cine, actor y productor estadounidense (f. 1942).
- 1884: Pio Giardina, obispo católico italiano (f. 1953).
- 1884: Moritz Jahn, escritor y poeta alemán (f. 1979).
- 1884: Camillo Puglisi Allegra, arquitecto e ingeniero italiano (f. 1961).
- 1884: Gordon Thomson, remero y teniente británico-inglés (f. 1953).
- 1885: Casimiro Casucci, político y antifascista italiano (f. 1967).
- 1885: Reginald Fletcher, aristócrata («1.º barón Winster»), oficial de la marina y político británico-inglés, secretario de Estado de Transporte (f. 1961).
- 1885: Julio Lozano Díaz, contador y político hondureño, 40.º presidente de Honduras (f. 1957).
- 1885: Antonio Picconi, obispo católico italiano (f. 1952).
- 1886: Vladímir Burliuk, pintor e ilustrador ruso-ucraniano (f. 1917).
- 1886: Clemens Holzmeister, arquitecto austríaco (f. 1983).
- 1886: Serguéi Kirov, político revolucionario y líder bolchevique soviético-ruso (f. 1934).
- 1886: Ludwig Mies van der Rohe, arquitecto y diseñador alemán expatriado en Estados Unidos (f. 1969), diseñó el edificio Seagram Building y el IBM Plaza.
- 1887: Chapman Grant, herpetólogo estadounidense (f. 1983).
- 1887: Renato Mazzolani, marino y militar italiano (f. 1945).
- 1887: Balbino Santos Olivera, obispo español (f. 1953).
- 1887: Väinö Siikaniemi, lanzador de jabalina, poeta y traductor finlandés (f. 1932).
- 1888: Michel Alexandre, filósofo francés (f. 1952).
- 1888: Bouke Benenga, nadador y jugador de waterpolo neerlandés (f. 1968).
- 1888: George Alfred Lawrence Hearne, jugador de críquet anglo-sudafricano (f. 1978).
- 1888: Emidio Piermarini, poeta, escritor y bibliotecario italiano (f. 1969).
- 1888: Robert Thornby, director, actor y guionista estadounidense (f. 1953).
- 1888: Maurizio Lazzaro de Castiglioni, general italiano (f. 1952).
- 1889: Francesco Antonio Arena, general italiano (f. 1945).
- 1889: Gavril Buciușcan, político moldavo (f. 1937).
- 1889: Kurt Herzog, general alemán (f. 1948).
- 1889: Yakup Kadri Karaosmanoğlu, escritor, periodista, político y diplomático egipcio-turco (f. 1974).
- 1889: Leonard Mociulschi, general rumano (f. 1979).
- 1890: Harald Julin, nadador y jugador sueco de waterpolo (f. 1967).
- 1890: Frederick Dalrymple-Hamilton, almirante británico-escocés (f. 1974).
- 1890: Marcel Lacour, ciclista de carretera belga (f. 1925).
- 1891: Paul Billik, militar y aviador alemán (f. 1926).
- 1891: Klawdziy Duzh-Dushewski, arquitecto, periodista y diplomático soviético-lituano, creó la bandera de Bielorrusia (f. 1959).
- 1891: Adolphus Peter Elkin, sacerdote y antropólogo australiano (f. 1979).
- 1891: Bobby Parker, futbolista y entrenador de fútbol británico-escocés (f. 1950).
- 1891: Carl Pedersen, futbolista noruego (f. 1964).
- 1891: Tarquinio Sini, ilustrador y publicista italiano (f. 1943).
- 1891: Lajos Zilahy, novelista y dramaturgo húngaro (f. 1974).
- 1892: Alberto Bayo, general, escritor y poeta cubano (f.  1967).
- 1892: Ferde Grofé, director de orquesta, pianista y compositor estadounidense (f. 1972).
- 1892: Friedrich-August Schack, general alemán (f. 1968).
- 1892: Thorne Smith, escritor estadounidense (f. 1934).
- 1893: George Beranger, actor y director australiano expatriado en Estados Unidos (f. 1973).
- 1893: Karl Mannheim, sociólogo y académico húngaro expatriado en el Reino Unido (f. 1947).
- 1893: Giacinto Rovella, político italiano (f. 1967).
- 1893: G. Lloyd Spencer, teniente y político estadounidense (f. 1981).
- 1894: René Fonck, coronel, piloto y aviador francés (f. 1953).
- 1894: Giuseppe Gorni, pintor, escultor y grabador italiano (f. 1975).
- 1894: Tita Mozzoni, pintora italiana (f.  1986).
- 1895: Ray June, director de fotografía estadounidense (f. 1958).
- 1895: Roland Leighton, militar y poeta británico-inglés (f. 1915).
- 1895: Heinrich Moos, esgrimista alemán (f. 1976).
- 1895: Betty Schade, actriz alemana (f. 1982).
- 1895: Ruth Snyder, asesina estadounidense (f. 1928).
- 1896: Leonid Ioakimovič Kannegiser, militar ruso (f.  1918).
- 1896: William Lescaze, arquitecto suizo (f. 1969).
- 1896: Ladislas Meduna, neurólogo húngaro (f. 1964).
- 1896: Enrico Palandri, general italiano (f. 1969).
- 1897: Douglas Hartree, matemático y físico británico-inglés (f. 1958).
- 1897: Fred Keating, mago, actor de teatro y cine estadounidense (f. 1961).
- 1897: Effa Manley, director deportivo estadounidense (f. 1981).
- 1897: Sr. Slater, jugador canadiense de hockey sobre hielo (f. 1969).
- 1897: Francis S. Symondson, aviador británico-inglés (f. 1975).
- 1898: Titina De Filippo, actriz, dramaturga y guionista italiana (f. 1963).
- 1898: Norma Koch, diseñadora de vestuario estadounidense (f. 1979).
- 1898: Josef Müller, político alemán (f.  1979).
- 1899: Bixio Cherubini, letrista y poeta italiano (f. 1987).
- 1899: Louis Page, futbolista y entrenador de fútbol británico-inglés (f. 1959).
- 1899: Francis Ponge, poeta y escritor francés (f. 1988).
- 1899: Herbert Arthur Stuart, físico y académico germano-suizo (f. 1974).
- 1899: Rudolf Svensson, luchador sueco (f. 1978).
- 1899: Gloria Swanson, actriz y productora estadounidense (f. 1983).
- 1900: Mario Giovanni Barbieri, magistrado y político italiano.
- 1900: John Page, patinador artístico británico (f. 1947).
- 1900: Eric Reim, ciclista de carretera alemán.
- 1900: Harold Rose, entrenador y jugador de fútbol británico-inglés (f. 1990).

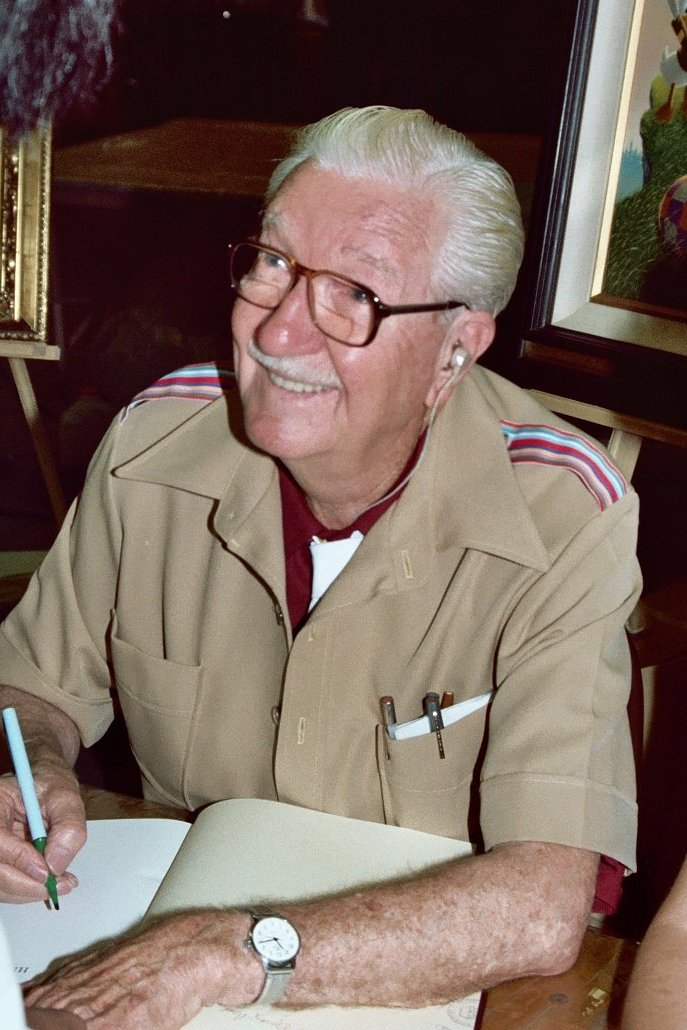
Carl Barks.

- 1901: Carl Barks, historietista, ilustrador y guionista estadounidense (f. 2000).
- 1901: Enrique-Santos Discépolo, poeta, músico, compositor, actor, director y autor teatral argentino (f. 1951).
- 1901: Eisaku Satō, político japonés, primer ministro de Japón y premio nobel de la paz en 1974 (f. 1975).
- 1901: Charles Lang, director de fotografía estadounidense (f. 1998).
- 1901: Erich Ollenhauer, político alemán (f. 1963).
- 1901: Gunnar Olsson, futbolista sueco (f.  1960).
- 1901: Kenneth Slessor, periodista y poeta australiano (f. 1971).
- 1901: Zinaida L'vovna Volkova, revolucionaria soviética (f.  1933).
- 1902: Sidney Buchman, guionista y productor estadounidense (f. 1975).
- 1902: Pasquale Falqui, farmacéutico y empresario italiano (f. 1999).
- 1902: Pál Hermann, violonchelista y compositor húngaro (f. 1944).
- 1902: Josef Jelínek, futbolista checoslovaco (f. 1973).
- 1902: Charles Lang, director de fotografía estadounidense (f. 1998).
- 1903: Antonio Arráiz, poeta y novelista venezolano (f. 1962).
- 1903: Betty Balfour, actriz británica (f. 1977).
- 1903: Gustavo Bontadini, filósofo italiano (f. 1990).
- 1903: Reo Fortune, antropólogo neozelandés (f. 1979).
- 1903: François Gardier, ciclista belga de carretera (f. 1971).
- 1903: Kalle Järvinen, lanzador finlandés de peso (f. 1941).
- 1903: Masi Simonetti, pintor italiano (f. 1969).
- 1903: Leif Tronstad, químico y líder militar noruego (f. 1945).
- 1903: Xavier Villaurrutia, poeta y dramaturgo mexicano (f. 1950).
- 1905: Leroy Carr, cantante, compositor y pianista estadounidense (f. 1935).
- 1905: Antonio Cremisini, político italiano (f. 1989).
- 1905: Rudolf Christoph Freiherr von Gersdorff, general alemán (f. 1980).
- 1905: László Kalmár, matemático húngaro (f. 1976).
- 1905: Elsie MacGill, escritora e ingeniera canadiense (f. 1980), primera diseñadora de aeronaves del mundo.
- 1905: Pio Rasponi, jugador de hockey sobre patines italiano.
- 1905: Francesco Rodolico, mineralogista y lingüista italiano (f. 1988).
- 1905: Raúl Soldi, artista plástico argentino (f. 1994).
- 1906: Bernhard Britz, ciclista de carretera sueco (f. 1935).
- 1906: Cecil Purdy, ajedrecista australiano (f. 1979).
- 1906: Pee Wee Russell, clarinetista, saxofonista y compositor estadounidense (f. 1969).
- 1907: Marie Bedford, nadadora sudafricana (f. 1997).
- 1907: Andrei Glanzmann, futbolista y entrenador de fútbol rumano (f. 1988).
- 1907: George Pollock, director británico-inglés (f. 1979).
- 1908: Binkie Beaumont, productora y directora teatral británica (f. 1973).
- 1908: Leo Britt, actor británico-inglés (f. 1979).
- 1908: Archimede Cirinnà, pintor y escultor italiano (f.  1992).
- 1908: Byron Evard, jugador y entrenador de baloncesto estadounidense (f. 1983).
- 1908: Joan Fleming, escritora británica (f. 1980).
- 1908: Rolando Marianelli, futbolista italiano (f. 1981).
- 1908: Paddy McClure, nadador y jugador de waterpolo irlandés (f. 1965).
- 1908: Alberto Semprini, director de orquesta y pianista británico-inglés (f. 1990).
- 1908: Tommaso Zerbi, economista y político italiano (f.  2001).
- 1909: Luigi Ingrassia, futbolista italiano (f. 1970).
- 1909: Ferdinando Innocenti, futbolista italiano (f.  2001).
- 1909: Golo Mann, escritor, historiador y ensayista alemán (f. 1994).
- 1909: Valery Marakou, poeta y traductor soviético-bielorruso (f. 1937).
- 1909: Jean Mercure, actor, escenógrafo y director francés (f. 1998).
- 1909: Eitarō Ozawa, actor japonés (f. 1988).
- 1909: Glauco Rossi, pintor italiano (f.  2001).
- 1909: Ben Webster, saxofonista estadounidense de jazz (f. 1973).
- 1910: Ai Qing, poeta, escritor y pintor chino (f.  1996).
- 1910: Manfred Bukofzer, musicólogo alemán (f. 1955).
- 1910: Giovanni Elkan, político italiano (f. 1997).
- 1910: John Robinson Pierce, ingeniero y escritor de ciencia ficción estadounidense (f.  2002).
- 1910: Carlo Zaghi, periodista e historiador italiano (f.  2004).
- 1911: Alexa Bokšay, entrenador de fútbol checoslovaco (f.  2007).
- 1911: Franc Rozman, general y partisano yugoslavo (f. 1944).
- 1911: Antonio Sastre, futbolista argentino (f. 1987).
- 1911: Verónika Tushnova, poeta y médica soviético-rusa (f. 1965).

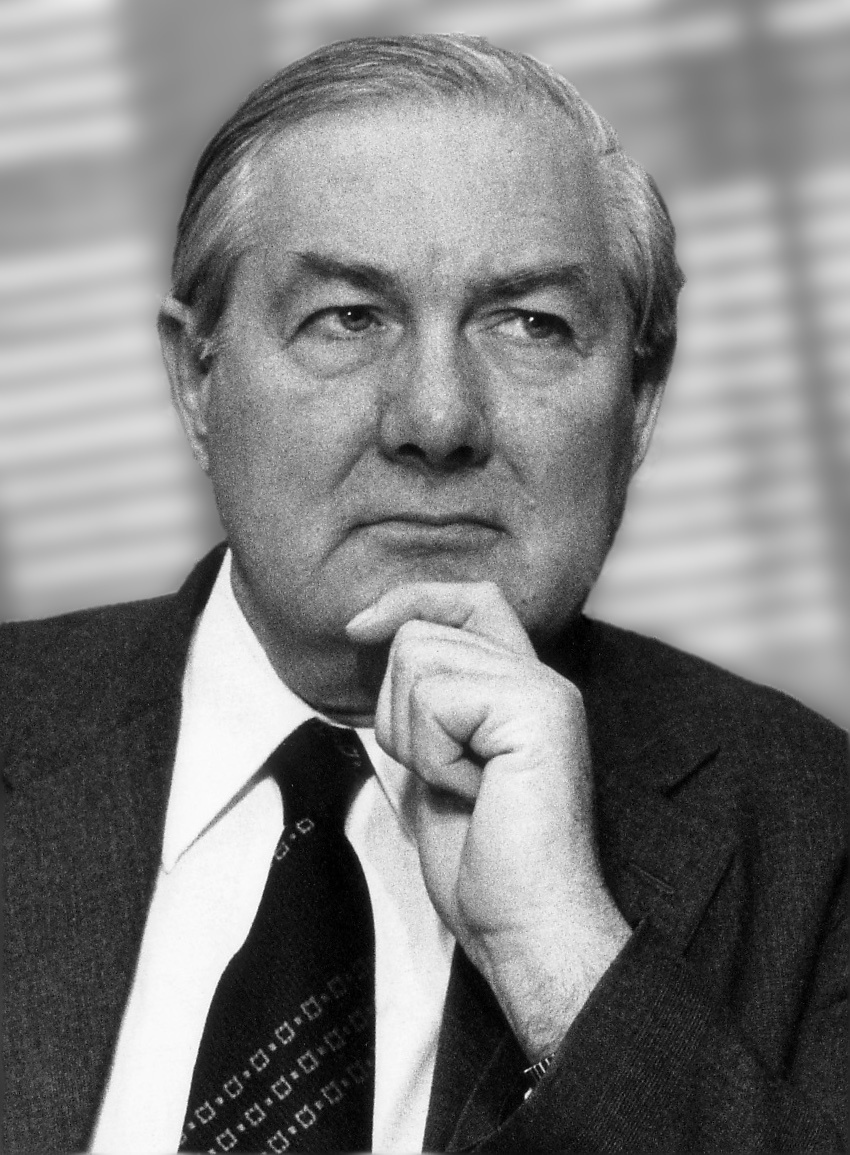
James Callaghan.

- 1912: James Callaghan, teniente y político británico (f. 2005), primer ministro del Reino Unido entre 1976 y 1979.
- 1912: Sergio Guidorzi, aviador italiano (f. 1942).
- 1912: Giovanna Marturano, partisana y antifascista italiana (f.  2013).
- 1912: Riccardo Monaco, político y militar italiano (f. 1994).
- 1912: Derna Polazzo, jugador de baloncesto y velocista italiano (f. 1994).
- 1913: Theodor Dannecker, capitán alemán, oficial nazi de las SS y criminal de guerra alemán (f. 1945).
- 1913: Ernest Mengel, futbolista luxemburgués (f. 1968).
- 1914: Erminio Asin, futbolista italiano (f. 1986).
- 1914: Lando Bartoli, arquitecto italiano (f.  2002).
- 1914: Ermanno Bazzocchi, ingeniero, empresario y político italiano (f.  2005).
- 1914: Virginio Bonati, futbolista italiano (f. 1944).
- 1914: Richard Denning, actor estadounidense (f. 1998).
- 1914: Budd Schulberg, escritor, guionista y productor estadounidense (f. 2009).
- 1914: Mario Marino, militar y marino italiano (f.  1982).
- 1914: Harry Sorensen, jugador de baloncesto estadounidense (f. 1991).
- 1914: Krit Srivara, general y político tailandés (f.  1976).
- 1915: Robert Lockwood Jr., guitarrista y cantante estadounidense de blues (f.  2006).
- 1915: Bernardo Poli, futbolista italiano (f. 1944).
- 1916: Johnny Drake, jugador de fútbol americano (f. 1973).
- 1916: Heinz-Wilhelm Eck, militar alemán (f. 1945).
- 1916: David Ronald Marshall, escritor británico (f. 2005).
- 1916: Alessandro Niccoli, político italiano (f. 1999).
- 1917: Ján Gogoľ, futbolista eslovaco.
- 1917: Manlio Guberti Helfrich, pintor, grabador y escritor italiano (f.  2003).
- 1917: Ángel Laferrara, futbolista argentino (f. 1990).
- 1917: Enrico Manfrini, escultor y grabador italiano (f.  2004).
- 1917: Werner Spring, bobsledder suizo (f. 1959).
- 1917: Cyrus Vance, abogado y político estadounidense (f. 2002), 57.º secretario de Estado de los EE. UU.
- 1917: Mary Watt, arquitecta paisajista y jardinera neozelandesa (f. 2005).
- 1918: Luigi Torti, futbolista italiano.
- 1919: Marino Bigaroni, ensayista italiano (f.  2016).
- 1919: John Kotz, jugador de baloncesto estadounidense (f. 1999).
- 1920: Ascanio Assirelli, futbolista italiano (f. 1981).
- 1920: František Krištofík, futbolista eslovaco (f. 1993).
- 1920: Angelo Lo Forese, tenor italiano (f.  2020).
- 1920: Luca Perrone, lingüista italiano (f. 1984).
- 1920: Giorgio Piovano, político, escritor y partisano italiano (f.  2008).
- 1920: Colin Rowe, arquitecto, urbanista, teórico y académico británico expatriado en Estados Unidos (f. 1999).
- 1921: Giuseppe Bacci, ilustrador y publicista italiano (f.  2018).
- 1921: Moacir Barbosa, futbolista y entrenador brasileño (f.  2000).
- 1921: Toni Berger, actor alemán (f.  2005).
- 1921: Hélène Berr, francesa (f.  1945).
- 1921: Giovan Battista Bertagni, militar y partisano italiano (f.  2007).
- 1921: Giacomo Buranello, partisano italiano (f. 1944).
- 1921: Phil Chess, productor discográfico polaco (f. 2016) expatriado en Estados Unidos, cofundador (con su hermano Leonard Chess) de Chess Records.
- 1921: Harold Nicholas, actor y bailarín estadounidense (f. 2000).
- 1921: Fletcher Markle, director de cine y productor estadounidense (f. 1991).
- 1921: Gianni Mineo, partisano italiano (f. 1987).
- 1921: Ivan Rabuzin, pintor croata (f. 2008).
- 1921: Walter Sabadini, político italiano (f.  2001).
- 1922: Antenore Cuel, esquiador de fondo y esquiador de patrulla militar italiano (f.  2018).
- 1922: Dick King-Smith, escritor británico-inglés (f.  2011).
- 1922: Dan Kurzman, periodista y escritor estadounidense (f.  2010).
- 1922: Carlo Maggi, futbolista italiano.
- 1922: Bob Mizer, fotógrafo y director estadounidense (f. 1992).
- 1922: Jules Olitski, pintor, grabador y escultor soviético-ucraniano expatriado en Estados Unidos (f. 2007).
- 1922: Stefan Wul, escritor y cirujano francés (f. 2003).
- 1922: Josef Smolík, teólogo checo (f.  2009).
- 1923: Giuliano De Laurentiis, político italiano (f. 1973).
- 1923: Shūsaku Endō, escritor japonés (f.  1996).
- 1923: Gennadij Yudin, actor soviético (f. 1989).
- 1923: Sacit Seldüz, jugador de baloncesto, entrenador de baloncesto y jugador de voleibol turco (f.  2018).
- 1923: Lorenzo Semple Jr., guionista y dramaturgo estadounidense (f.  2014).
- 1923: Louis Simpson, poeta, traductor y académico jamaicano expatriado en Estados Unidos (f. 2012).
- 1923: Don Tosti, músico, compositor y violonchelista estadounidense (f.  2004).
- 1924: Ian Black, futbolista internacional y jugador británico-escocés de bolos sobre césped (f. 2012).
- 1924: Giulio Bollati, editor e italianista italiano (f. 1996).
- 1924: Margaret K. Butler, matemática y programadora informática estadounidense (f. 2013).
- 1924: Claus Gatterer, historiador y periodista italiano (f. 1984).
- 1924: Hideko Takamine, actriz japonesa (f.  2010).
- 1924: Sarah Vaughan, cantante estadounidense de jazz (f. 1990).
- 1925: John Bayley, escritor y crítico literario británico (f.  2015).
- 1925: Robert Cohan, coreógrafo y bailarín estadounidense (f.  2021).
- 1925: Dante Di Nanni, partisano italiano (f. 1944).
- 1925: Betty Miller, actriz estadounidense (f.  2004).
- 1925: Henry Plumb, político británico, presidente del Parlamento Europeo entre 1987 y 1989 (f. 2022).
- 1926: Ezequiel Baptista, exfutbolista portugués.
- 1926: Frank O'Hara, poeta, crítico de arte y escritor estadounidense (f. 1966).
- 1926: Jacques Villeglé, artista francés (f.  2022).
- 1927: Cecil Bødker, escritor y poeta danés (f.  2020).
- 1927: Ferdinando Danesi, policía italiano (f. 1970).
- 1927: François Furet, historiador francés (f. 1997).
- 1927: Elia Lazzari, político italiano (f.  2019).
- 1927: Anthony Lewis, periodista y académico estadounidense (f. 2013).
- 1927: Lorenzo Miguel, dirigente sindical y empresario metalúrgico argentino (f. 2002).
- 1927: Juan Nuño, filósofo venezolano (f.  1995).
- 1927: Miguel Picazo, director, guionista y actor español (f.  2016).
- 1927: Mstislav Rostropovich, violonchelista, director de orquesta y músico soviético-ruso (f. 2007).
- 1927: Renato Solmi, historiador y traductor italiano (f.  2015).
- 1927: Karl Stotz, futbolista y entrenador de fútbol austríaco (f.  2017).
- 1928: Douglas Applegate, político estadounidense (f.  2021).
- 1928: Filippo Crivelli, director de teatro italiano (f. 2022).
- 1928: Jean Dottó, ciclista francés de carretera (f. 2000) expatriado en Italia.
- 1928: Antonio Pala, sindicalista y político italiano (f. 1993).
- 1928: Giacomo Peppicelli, corredor de media distancia italiano (f.  2011).
- 1928: Pauline Tinsley, soprano británica (f.  2021).
- 1928: Trudy Tomis (Úrsula Waldtraut Gesell), actriz alemana expatriada en Argentina (f. 2015).
- 1928: Theadora Van Runkle, diseñadora de vestuario estadounidense (f.  2011).
- 1929: Claire Maurier, actriz francesa.
- 1929: Salvador Botella, ciclista de carretera español (f.  2006).
- 1929: Hans Eugster, gimnasta suizo (f. 1956).
- 1929: Reg Evans, actor australiano (f. 2009).
- 1929: Baruch Mordechai Ezrachi, rabino israelí (f.  2023).
- 1929: Heinrich Mitter, físico austríaco.
- 1929: Anne Ramsey, actriz estadounidense (f. 1988).
- 1929: Vincenzo Vernaschi, político italiano (f. 1990).
- 1930: Manfred Freyberger, actor austríaco (f. 1980).
- 1930: Adela Ringuelet, astrofísica y astrónoma argentina (f.  2023).
- 1930: Daniel Spoerri, fotógrafo, escritor, bailarín, coreógrafo y pintor rumano (f.  2024).
- 1930: Jiřina Štěpánová, jugadora de baloncesto checoslovaca (f. 1987).
- 1930: Jorge de la Vega, pintor argentino (f. 1971).
- 1931: Larissa Bonfante, arqueóloga y etruscóloga italiana (f. 2019).
- 1931: Carlos Gandolfo, actor y director de teatro argentino (f. 2005).
- 1931: Walter Hooper, escritor y figura religiosa estadounidense (f. 2020).
- 1931: David Janssen, actor y guionista estadounidense (f. 1980).
- 1931: Jenny Luna, cantante italiana.
- 1931: Domenico Minuto, historiador italiano.
- 1931: Tandra Quinn, actriz estadounidense (f. 2016).
- 1931: Artur Santos, futbolista portugués.
- 1932: Lino Coletta, actor italiano (f. 2012).
- 1932: Sígfrid Gracia, futbolista español (f. 2005).
- 1932: Bailey Olter, político micronesio (f. 1999), 3.º presidente de los Estados Federados de Micronesia.
- 1932: Junior Parker, cantante y armonicista estadounidense (f. 1971).
- 1932: Agustín Rodríguez Sahagún, político español (f. 1991).
- 1932: Robert Sacchi, actor italiano (f. 2021).
- 1933: Guido Bodrato, político y economista italiano (f. 2023).
- 1933: Michel Guérard, cocinero, escritor y empresario francés (f. 2024).
- 1933: Hazel Henderson, economista británico-inglesa (f. 2022).
- 1933: Lê Văn Hưng, general de brigada de Vietnam del Sur (f. 1975).
- 1933: Gino Pivatelli, entrenador de fútbol y futbolista italiano.
- 1934: Francesco Bronzi, escenógrafo italiano.
- 1934: Mario Alessandro Cattaneo, filósofo italiano (f. 2010).
- 1934: István Csurka, periodista, escritor y político húngaro (f. 2012).
- 1934: Marc Dorcel, productor y director de cine francés.
- 1934: Mineo Katō, jugador de waterpolo japonés.
- 1934: Jutta Limbach, jurista y política alemana (f. 2016).
- 1934: Arthur Mitchell, bailarín, coreógrafo y profesor estadounidense (f. 2018).
- 1934: Ioannis Palaiokrassas, político griego (f. 2021).
- 1934: Enrico Riccardi, compositor, letrista y cantautor italiano (f. 2019).
- 1934: Peter Schamoni, director de cine, guionista y productor alemán (f. 2011).
- 1935: Alice Barron, jugadora estadounidense de baloncesto.
- 1935: Abelardo Castillo, escritor argentino (f. 2017).
- 1935: Walter Davoine, futbolista uruguayo.
- 1935: Julian Glover, actor británico-inglés.
- 1935: Yōko Kishi, cantante japonesa (f. 1992).
- 1935: Angus Miller Farquharson, filántropo británico (f. 2018).
- 1935: Ovidio Poletto, obispo católico italiano.
- 1935: Stanley Rother, sacerdote y misionero católico estadounidense (f. 1981).
- 1935: Libero Sosio, traductor e historiador italiano de la filosofía (f. 2023).
- 1936: Malcolm Goldstein, violinista y compositor estadounidense.
- 1936: Bebu Silvetti, pianista, director de orquesta y compositor mexicano (f. 2003).
- 1936: Jerry Lacy, actor estadounidense.
- 1936: Paolo Maddalena, jurista y magistrado italiano.
- 1936: Ken Roberts, entrenador y jugador de fútbol galés (f. 2021).
- 1937: Ricky Aramendi (Héctor Aramendi), futbolista argentino.
- 1937: Jane Chambers, dramaturga, escritora y poeta estadounidense (f. 1983).
- 1937: Julij Andreevič Fajt, director ruso (f. 2022).
- 1937: Genpei Akasegawa, artista japonés (f. 2014).
- 1937: Alan Hawkshaw, tecladista y compositor británico-inglés (f. 2021).
- 1937: Lourdes Iriondo Mujika, cantante y escritora española (f. 2005).
- 1937: Francesco Janich, futbolista, director deportivo y entrenador de fútbol italiano (f. 2019).
- 1937: Raffaello Orsero, empresario, director de empresa y armador italiano (f. 2006).
- 1937: Jürgen Thiel, jugador de waterpolo de Alemania del Este.
- 1938: Jean-Pierre Alba, futbolista francés (f. 2015).
- 1938: Giovanni Cuojati, político italiano (f. 2021).
- 1938: Bruno Ducati, futbolista italiano.
- 1938: Julie Hoyle, nadadora británica.
- 1938: Rolando Irusta, futbolista argentino (f. 2012).
- 1938: Cesare Marini, político italiano.
- 1938: Hansjörg Schneider, escritor suizo.
- 1938: Paolo Vaini, futbolista italiano.
- 1939: Maurizio Cumo, ingeniero y gestor público italiano (f. 2024).
- 1939: Emilio De Rose, político y médico italiano (f. 2018).
- 1939: Ulrich Jucker, luger suizo.
- 1939: Jay Kim, ingeniero y político surcoreano expatriado en Estados Unidos.
- 1939: Vasilios Makridis, esquiador alpino griego.
- 1939: Viktor Abrosimovič Petrov, director soviético (f. 2000).
- 1939: Martin Jessop Price, numismático y anticuario británico (f. 1995).
- 1939: Regina Veloso, nadadora portuguesa (f. 2024).
- 1939: Cale Yarborough, piloto de carreras y empresario estadounidense (f. 2023).
- 1940: Silvano Bertini, boxeador italiano (f. 2021).
- 1940: Lois Craffonara, lingüista y filóloga italiana.
- 1940: Raffaele Marcoli, ciclista de carretera italiano (f. 1966).
- 1940: Sandro Munari, piloto de rally italiano.
- 1940: Gareth Peirce, abogado británico-inglés.
- 1940: Austin Pendleton, actor, director y dramaturgo estadounidense.
- 1940: Oreste Rizzini, actor, actor de voz y guionista de diálogos italiano (f. 2008).
- 1941: Oscar Fernandes, político indio (f. 2021).
- 1941: Iván Gasparóvich, abogado y político eslovaco, 3.º presidente de Eslovaquia.
- 1941: Ulisse Gualtieri, futbolista italiano.
- 1941: Masako Kondō, jugadora de voleibol japonesa.
- 1941: Antonina Lazareva, bailarina de ballet soviética.
- 1941: Liese Prokop, pentatleta, multiplicista y política austríaca (f. 2006), ministra del Interior de Austria.
- 1941: Antònia Vicens i Picornell, escritora española.
- 1941: Vincenzo Viti, político italiano.
- 1942: Firouz Abdul Mohammadian, jugador de waterpolo iraní.
- 1942: John Adshead, futbolista y entrenador británico-inglés.
- 1942: Lorenzo Ciocci, político italiano (f. 2004).
- 1942: Paul Courtin, futbolista francés.
- 1942: Art Evans, actor estadounidense (f. 2024).
- 1942: János Farkas, futbolista húngaro (f. 1989).
- 1942: Michael Jackson, periodista y escritor británico-inglés (f. 2007).
- 1942: Birger Larsen, futbolista danés (f. 2024).
- 1942: Francesco Perina, político italiano.
- 1942: Layla Rigazzi, modelo italiana.
- 1942: John Sulston, químico, biólogo y académico británico-inglés, premio nobel de fisiología o medicina (f. 2018).
- 1942: Michael York, actor británico-inglés.
- 1943: Renata Ameis, jugadora de baloncesto alemana.
- 1943: Francesco Casisa, futbolista y entrenador de fútbol italiano (f. 2014).
- 1943: Mike Curtis, jugador y entrenador estadounidense de fútbol americano (f. 2020).
- 1943: Nicholas Humphrey, psicólogo británico.
- 1943: Nicolae Pescaru, futbolista rumano (f. 2019).
- 1944: Enrique Barón, político español.
- 1944: Jesse Brown, infante de marina y político estadounidense (f. 2002), 2.º secretario de Asuntos de Veteranos de Estados Unidos.
- 1944: Bryan Campbell, jugador canadiense de hockey sobre hielo.
- 1944: Carlo Campora, futbolista italiano.
- 1944: Miguel Enríquez, político chileno (f. 1974).
- 1944: Ralf Hess, ajedrecista alemán.
- 1944: Claudio Mussato, político y abogado italiano (f. 2012).
- 1944: Tullio Padovani, jurista italiano.
- 1944: Gianni Piatti, político italiano.
- 1944: Franco Scaglia, escritor, periodista y empresario italiano (f. 2015).
- 1944: Lorenzo Zambrano, empresario e industrial mexicano (f. 2014).
- 1945: Fabio Amodeo, periodista, escritor e historiador italiano (f. 2016).
- 1945: Néstor García Veiga, piloto de carreras argentino.
- 1945: Giovanni Liotti, psiquiatra y psicólogo italiano (f. 2018).
- 1945: Brit Selby, jugador canadiense de hockey sobre hielo.
- 1945: Władysław Stachurski, entrenador y jugador de fútbol polaco (f. 2013).
- 1946: Andy Bown, multiinstrumentista y compositor británico.
- 1946: Michael Aris, escritor y académico cubano expatriado en el Reino Unido (f. 1999).
- 1946: Andrea Giordana, actor italiano.
- 1946: Boris Kopejkin, jugador y entrenador de fútbol soviético.
- 1946: Leonardo Marino, activista italiano.
- 1946: Cristiano Minellono, letrista, actor de teatro y autor de televisión italiano.
- 1946: Dora Schwarzberg, violinista austríaca.
- 1946: Carl Weintraub, actor estadounidense.
- 1947: Ivo Baldi Gaburri, obispo católico italiano (f. 2021).
- 1947: Oliver Friggieri, escritor, poeta y crítico literario maltés (f. 2020).
- 1947: Brian Jones, aeronauta y piloto inglés.
- 1947: Saleh Kebzabo, político y periodista chadiano.
- 1947: John Mayhew, baterista británico (f. 2009).
- 1947: Aad de Mos, entrenador de fútbol neerlandés.
- 1947: Walt Mossberg, periodista estadounidense.
- 1947: Doug Wilkerson, jugador estadounidense de fútbol americano (f. 2021).
- 1948: Augusto Battaglia, político italiano.
- 1948: Curt Bennett, entrenador de hockey sobre hielo estadounidense y jugador de hockey sobre hielo.
- 1948: Jens-Peter Bonde, abogado y político danés (f. 2021).
- 1948: Milada Karbanová, saxofonista alto checoslovaca.
- 1948: Edgar Selge, actor alemán.
- 1949: Torsten Andersen, futbolista danés.
- 1949: Paschalīs Fōkkīs, futbolista chipriota.
- 1949: Carlos García Cambón, futbolista y director técnico argentino (f. 2022).
- 1949: Serguéi Mijáilovich Persin, biólogo, astrónomo y físico ruso.
- 1949: Carlo Alberto Redi, biólogo y ensayista italiano.
- 1949: Thomas John Rodi, arzobispo católico estadounidense.
- 1949: Poul Ruders, compositor danés.
- 1949: Leonel Rugama, poeta y revolucionario nicaragüense (f. 1970).
- 1949: Antonio Sema, escritor e historiador italiano (f. 2007).
- 1949: Dubravka Ugresich, escritora croata (f. 2023).
- 1950: Julia Álvarez, escritora y poetisa dominicana expatriada en Estados Unidos.
- 1950: Tony Banks, tecladista, multiinstrumentista y compositor británico, de la banda Génesis.
- 1950: David Edgar, nadador estadounidense.
- 1950: Petros Efthymiou, académico y político griego, ministro de Cultura, Educación y Asuntos Religiosos de Grecia.
- 1950: Maria Ewing, soprano y mezzosoprano estadounidense (f. 2022).
- 1950: Anton Ondruš, futbolista checoslovaco.
- 1950: Martin Veyron, dibujante francés.
- 1950: Terry Yorath, futbolista internacional británico-galés y entrenador internacional.
- 1951: Diego Cammarata, político italiano.
- 1951: Elisabeth Högström, rizadora sueca.
- 1951: Sanja Ilić, cantante, tecladista y compositora serbia (f. 2021).
- 1951: Huan Khen Khoo, futbolista y entrenador malasio.
- 1951: Andrei Kozyrev, político y diplomático belga-ruso, ministro de Asuntos Exteriores de Rusia.
- 1951: Terrence Pegula, empresario y director deportivo estadounidense.
- 1951: Angelo Recchi, futbolista italiano.
- 1951: Chris Stewart, escritor y músico británico-inglés, baterista original de la banda Génesis.
- 1951: Marielle de Sarnez, política francesa (f. 2021).
- 1952: Josep Antoni Duran i Lleida, político español.
- 1952: Dennis Fenech, futbolista maltés.
- 1952: Erwin Fuchsbichler, futbolista austríaco.
- 1952: Ákejan Kajygeldın, político kazajo.
- 1952: Annemarie Moser-Pröll, esquiadora austríaca.
- 1952: Maria Schneider, actriz francesa (f. 2011).
- 1952: Dana Stabenow, escritora estadounidense.
- 1953: George Copos, político rumano.
- 1953: Jorge Garbey, esgrimista cubano.
- 1953: Gabriele Gatti, político sanmarinés.
- 1953: István Joós, piragüista húngaro.
- 1953: Phil Leonetti, mafioso estadounidense y colaborador de la justicia.
- 1953: Annemarie Moser-Pröll, esquiadora alpina austríaca.
- 1953: Alessandro Nicosia, empresario italiano.
- 1953: Herman Ponsteen, ciclista de pista neerlandés.
- 1953: Masayoshi Takanaka, guitarrista japonés.
- 1954: Erwin Albert, futbolista y entrenador alemán.
- 1954: Matusa Barros, artista española.
- 1954: Gerard Batten, abogado y político británico-inglés.
- 1954: Giovanni Fasanella, periodista y ensayista italiano.
- 1954: Giuseppe Molinari, político italiano.
- 1954: Mauro Roman, caballero italiano.
- 1954: Erkki Saaristo, jugador y entrenador de baloncesto finlandés.
- 1954: Paolo Vinaccia, baterista italiano (f. 2019).
- 1954: Vera Vincke, jugadora de baloncesto belga.
- 1955: Nunu Abašidze, levantador de pesas soviético.
- 1955: Gianfranco Dalla Costa, jugador de baloncesto italiano.
- 1955: Costantino Idini, futbolista italiano.
- 1955: Mad Professor (Neil Fraser), músico de reggae y productor discográfico británico-inglés.
- 1955: Patrick McCabe, escritor irlandés.
- 1955: Susan Neiman, filósofa y escritora estadounidense-alemana.
- 1955: Jógvan Petersen, futbolista de las Islas Feroe.
- 1955: Mariano Rajoy, abogado y político español, primer ministro del Reino de España.
- 1955: Rüdiger Reiche, remero alemán.
- 1955: Christian Sarron, director deportivo y piloto de motociclismo francés.
- 1956: Cornelius Boza-Edwards, boxeador y entrenador de boxeo ugandés.
- 1956: Remo Breda, dirigente deportivo y activista italiano.
- 1956: Fulvio Bussalino, futbolista italiano.
- 1956: Dave Debol, entrenador de hockey sobre hielo estadounidense y jugador de hockey sobre hielo.
- 1956: Michael Harney, actor estadounidense.
- 1956: Leung Kwok-hung, activista y político hongkonés.
- 1956: Béla Oláh, levantador de pesas húngaro.
- 1956: Aleksandr Rogov, piragüista soviético (f. 2004).
- 1956: Jiří Škoda, ciclista de carretera checo.
- 1956: Nora Volkow, psiquiatra mexicana.
- 1956: Thomas Wassberg, esquiador de fondo sueco.
- 1957: Gilberto Bonini, futbolista italiano.
- 1957: Stephen Dillane, actor británico-inglés.
- 1957: Julie Gross, jugadora de baloncesto australiana.
- 1957: Tomas Hanak, actor checoslovaco.
- 1957: Nicola Leanza, político italiano (f. 2015).
- 1957: Graziano Marini, pintor italiano.
- 1957: Dori McPhail, jugadora de baloncesto canadiense.
- 1957: Thierry Salmon, director de teatro belga (f. 1998).
- 1957: Kostas Vasilakakis, futbolista y entrenador griego.
- 1957: Jean-Pierre de Vincenzi, entrenador de baloncesto y director deportivo francés.
- 1957: Caroline Williams, actriz estadounidense.
- 1958: José Antonio Casajús, futbolista y médico español.
- 1958: Wim Hofkens, futbolista neerlandés.
- 1958: Taccjana Ivinskaja, jugadora de baloncesto soviética.
- 1958: James McCaffrey, actor y actor de voz estadounidense (f. 2023).
- 1958: Daniel Mindel, director de fotografía sudafricano.
- 1958: Susan Molinari, política, periodista y presentadora de televisión estadounidense.
- 1958: Michael O'Leary, actor de televisión estadounidense.
- 1958: Didier de Radiguès, piloto de carreras y motociclista belga.
- 1958: Adrian Rawlins, actor británico.
- 1958: Virginia Villani, política italiana.
- 1959: Andrew Farriss, músico y multiinstrumentista australiano de rock, de la banda INXS.
- 1959: Sjarhej Hocmanaŭ, futbolista soviético.
- 1959: Raimondo Inconis, fagotista italiano.
- 1959: Gustavo Morales Delgado, político, periodista y traductor español.
- 1959: Santo Perrotta, futbolista italiano.
- 1959: Ivan Savvidis, empresario, oligarca y político ruso-griego.
- 1959: Bartlett Sher, director de teatro y director artístico estadounidense.
- 1959: Aleksandr Sorokolet, jugador de voleibol soviético.
- 1959: Mariusz Strzałka, esgrimista polaco.
- 1959: Ivan Sunara, jugador y entrenador croata de baloncesto.
- 1959: Sergio Tanzarella, historiador italiano.
- 1959: Brian Tarantina, actor estadounidense (f. 2019).
- 1960: Acharya S, escritor estadounidense (f. 2015).
- 1960: Victor Bailey, bajista estadounidense (f. 2016).
- 1960: Liliana Bernardi, jugadora de voleibol italiana.
- 1960: Sonia Bo, compositora italiana.
- 1960: Guo Jianmei, abogado y activista chino.
- 1960: Lü Hongxiang, futbolista chino.
- 1960: Hans Pflügler, futbolista alemán.
- 1960: Renato Russo, cantautor, músico, guitarrista y compositor brasileño (f. 1996).
- 1961: Chung Jong-soo, entrenador de fútbol y futbolista surcoreano.
- 1961: Marcelo Daniel Colombo, arzobispo católico argentino.
- 1961: Mauro Gardin, jugador y entrenador de rugby italiano.
- 1961: Ellery Hanley, jugador y entrenador británico de la liga de rugby inglesa.
- 1961: Abdel Hamid Hassan, jugador egipcio de fútbol sala.
- 1961: Pietro Iurlaro, político italiano.
- 1961: Tak Matsumoto, guitarrista japonés.
- 1961: Tommy McClendon, guitarrista y violinista japonés.
- 1961: Dario Montani, ciclista de ruta italiano.
- 1961: Christian Ntsay, político malgache.
- 1961: Tony Rominger, ciclista profesional suizo.
- 1961: Nicolò Zanon, abogado y jurista italiano.
- 1962: Francesco Acquaroli, actor italiano.
- 1962: Kevin J. Anderson, escritor estadounidense de ciencia ficción.
- 1962: Jann Arden, cantautora canadiense.
- 1962: Robin Chassagne, astrónomo francés (f. 2021).
- 1962: Brett French, jugador de la liga de rugby australiana.
- 1962: Carmen García de Merlo, activista LGTBI.
- 1962: Rob Hollink, jugador neerlandés de póquer.
- 1962: Christoph Langen, bobsledder alemán.
- 1962: John O'Farrell, periodista y escritor británico-inglés.
- 1962: Anthony Teachey, jugador de baloncesto estadounidense.
- 1962: Brad Wright, jugador de baloncesto estadounidense-español.
- 1963: Charly Alberti, baterista argentino, de la banda Soda Stereo.
- 1963: Cory Blackwell, jugador de baloncesto estadounidense.
- 1963: Nadia Coci, futbolista italiana.
- 1963: Randall Cunningham, jugador estadounidense de fútbol americano, entrenador y pastor.
- 1963: Cathy Guetta, empresaria, actriz y personalidad televisiva francesa.
- 1963: Georgios Katrougalos, jurista y político griego.
- 1963: Dave Koz, saxofonista estadounidense de smooth jazz.
- 1963: Jörg Michael, baterista alemán.
- 1963: Oon Jin Teik, nadador singapurense.
- 1963: Ed Pinckney, jugador y entrenador de baloncesto estadounidense.
- 1963: Franck Pineau, director deportivo francés y ciclista de ruta.
- 1963: Loris Pinzani, escritor italiano.
- 1963: Filippos Sachinidis, economista y político greco-canadiense.
- 1963: Gary Stevens, futbolista y fisioterapeuta anglo-australiano.

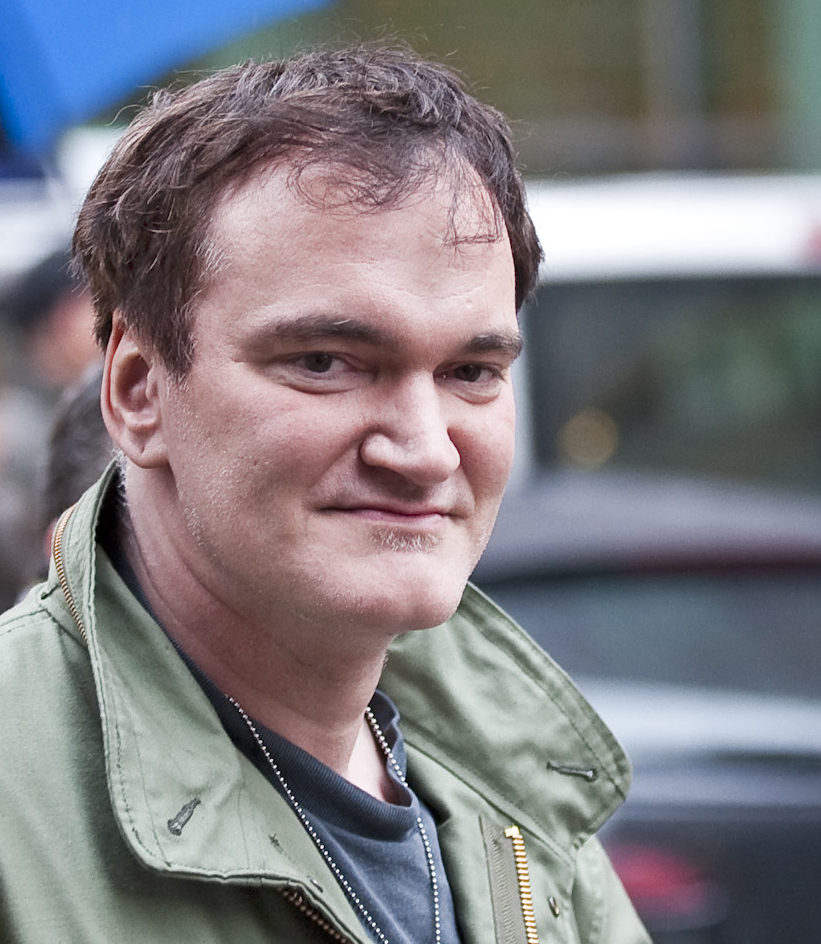

- 1963: Quentin Tarantino, director, productor, guionista y actor estadounidense.
- 1963: Gary Stevens, futbolista británico-inglés.
- 1963: Khady Sylla, escritor senegalés (f. 2013).
- 1963: Xuxa (Maria da Graça Meneghel), presentadora de televisión, actriz, cantante y empresaria brasileña.
- 1964: Gianbattista Bardelloni, ciclista de ruta italiano.
- 1964: Carolin van Bergen, actriz y actriz de voz alemana (f. 1990).
- 1964: Marco Berrini, director de coro italiano.
- 1964: James Carter Gaudino, jugador y entrenador de baloncesto puertorriqueño.
- 1964: Glenn Carter, actor y cantante británico.
- 1964: Kad Merad, actor francés.
- 1964: Clive Rowe, actor y cantante británico-inglés.
- 1964: Sammy Troughton, entrenador de fútbol y futbolista norirlandés.
- 1965: Adele Allender, esquiadora alpina estadounidense.
- 1965: Simona Brambilla, monja italiana.
- 1965: Gregor Foitek, piloto suizo de Fórmula 1.
- 1965: Gianni Rosa, político italiano.
- 1966: Ramiro Castillo, futbolista boliviano (f. 1997).
- 1966: Nina Dimitri, cantante y músico suiza.
- 1966: David Monreal Ávila, político mexicano.
- 1966: Žarko Paspalj, jugador yugoslavo-serbio de baloncesto.
- 1966: Patrizia Schiavone, jugadora de baloncesto italiana.
- 1966: Paula Trickey, actriz estadounidense.
- 1966: Martin Weisz, director alemán.
- 1967: Dennis Brose, futbolista estadounidense y jugador de fútbol sala.
- 1967: Rino Chillemi, entrenador italiano de fútbol sala.
- 1967: Giuseppe Citterio, ciclista de ruta italiano.
- 1967: Silvana Comaroli, política italiana.
- 1967: Sestino Giacomoni, político italiano.
- 1967: Tom Hammonds, jugador de baloncesto estadounidense.
- 1967: Kenta Kobashi, luchador y yudoca japonés.
- 1967: Gea Lionello, actriz italiana.
- 1967: Andy Preece, futbolista y entrenador británico-inglés.
- 1967: Federico Quaranta, presentador de radio, presentador de televisión y autor televisivo italiano.
- 1967: Kristen Skjeldal, esquiadora de fondo noruega.
- 1967: Talisa Soto, modelo y actriz estadounidense.
- 1967: Dean Starkey, saltador con pértiga estadounidense.
- 1968: Irina Belova, heptatleta y multiplexora soviético-rusa.
- 1968: Tomás Gómez Franco, político español del PSOE.
- 1968: Sandra Hess, actriz y modelo suiza.
- 1968: Pauline Jordan, jugadora de baloncesto estadounidense.
- 1968: Stacey Kent, cantante angloestadounidense de jazz.
- 1968: Ben Koldyke, actor estadounidense.
- 1968: Ma Wenge, jugador de tenis de mesa chino.
- 1968: Petronila Muthoni, jugadora de baloncesto keniana.
- 1968: Wendy Orr, escritora australiana.
- 1968: Rune Sunde, futbolista noruego.
- 1968: Luca Zaia, político italiano.
- 1969: Mariah Carey, cantante, compositora, productora discográfica y actriz estadounidense.
- 1969: Kevin Corrigan, actor estadounidense.
- 1969: Freddie Foxxx, rapero y productor discográfico estadounidense.
- 1969: Andrea Gnassi, político italiano.
- 1969: Kermit Holmes, jugador de baloncesto estadounidense.
- 1969: Gianluigi Lentini, futbolista y entrenador italiano.
- 1969: Pauley Perrette, actriz y cantante estadounidense.
- 1970: Nico Abad, periodista español.
- 1970: Derek Aucoin, beisbolista canadiense (f. 2020).
- 1970: Jadranka Ćosić, jugador yugoslavo de baloncesto.
- 1970: Brent Fitz, multiinstrumentista y artista de grabación canadiense expatriado en Estados Unidos.
- 1970: Marianne Kjørstad, esquiadora alpina noruega.
- 1970: Oleksandr Klymenko, levantador de pesas ucraniano (f. 2000).
- 1970: Borut Mavrič, futbolista y entrenador esloveno.
- 1970: Achille Mazzoleni, entrenador de fútbol y futbolista italiano.
- 1970: Jarrod McCracken, jugador neozelandés de la liga de rugby de Nueva Zelanda.
- 1970: Elizabeth Mitchell, actriz estadounidense.
- 1970: Leila Pahlaví, aristócrata («princesa de Irán») iraní (f. 2001).
- 1970: Uwe Rosenberg, diseñador de juegos alemán, creó el juego de naipes Bohnanza.
- 1970: Niša Saveljić, futbolista montenegrino.
- 1970: Matt Steigenga, jugador de baloncesto estadounidense.
- 1970: Gaia Zucchi, actriz, corista y escritora italiana.
- 1971: David Coulthard, piloto británico de Fórmula 1.
- 1971: John Best, jugador de baloncesto estadounidense.
- 1971: David Coulthard, piloto de carreras británico.
- 1971: John Douglas, boxeador guyanés.
- 1971: Nathan Fillion, actor y actor de doblaje canadiense.
- 1971: Santiago Herrero, jugador de fútbol sala y entrenador español.
- 1971: Adrian Pennock, futbolista y entrenador británico-inglés.
- 1971: Arlindo Pinheiro, vallista de Santo Tomé y Príncipe.
- 1971: Anna Torretta, alpinista, escaladora y escritora italiana.
- 1971: Jason Wells, jugador de fútbol sala australiano.
- 1972: Tom Garrett, político estadounidense.
- 1972: Claudio Guerrini, locutor de radio y presentador de televisión italiano.
- 1972: Charlie Haas, luchador profesional estadounidense.
- 1972: Jimmy Floyd Hasselbaink, futbolista, entrenador y director técnico surinamés-neerlandés.
- 1972: Lee Young-jin, futbolista surcoreano.
- 1972: Andrej Novosadov, entrenador de fútbol ruso y futbolista.
- 1972: Simona Richter, judoca rumana.
- 1972: Agathe de La Fontaine, actriz francesa.
- 1973: Steve Drew, piloto de motociclismo estadounidense.
- 1973: Imanol Etxeberria, futbolista español.
- 1973: Gianluca Gatti, futbolista sanmarinés.
- 1973: Rui Jorge, futbolista y entrenador portugués.
- 1973: Francesca Pettinelli, cantante, actriz y bailarina italiana.
- 1973: Pablo Pozo, árbitro de fútbol chileno.
- 1973: Shay Sights, actriz porno canadiense.
- 1973: Roger Telemachus, jugador sudafricano de críquet.
- 1974: Edgardo Adinolfi, futbolista uruguayo.
- 1974: Valentina Albanese, piloto de carreras italiana.
- 1974: Luca Banti, árbitro de fútbol italiano.
- 1974: Marek Citko, futbolista y entrenador polaco.
- 1974: Andrea Conti, jugador de baloncesto y director deportivo italiano.
- 1974: Bernard Curry, actor australiano.
- 1974: Fernando Diniz, futbolista y entrenador brasileño.
- 1974: Lavoisier Freire Martins, futbolista brasileño de fútbol sala.
- 1974: Sergio Gioino, futbolista argentino.
- 1974: Joan Horrach, ciclista de carretera español.
- 1974: George Koumantarakis, futbolista greco-sudafricano.
- 1974: Tatiana Lepore, actriz y actriz de doblaje italiana.
- 1974: Gaizka Mendieta, futbolista español.
- 1974: Alejandro Quiroz, baloncestista venezolano.
- 1974: Andrea Romeo, empresario, productor de cine y periodista italiano.
- 1974: Kendra Scott, diseñadora de moda, empresaria y filántropa estadounidense.
- 1974: Simon Terry, arquero británico (f. 2021).
- 1974: Stéphane Trévisan, futbolista francés.
- 1975: Andrew Blowers, jugador y entrenador neozelandés de rugby.
- 1975: Grégory Dubois, jugador de hockey sobre hielo francés.
- 1975: Kim Felton, golfista australiana.
- 1975: Fergie, cantautora, bailarina, rapera y actriz estadounidense, de la banda Black Eyed Peas.
- 1975: Christian Fiedler, futbolista y entrenador alemán.
- 1975: Katsuaki Fujiwara, piloto de motociclismo japonés.
- 1975: Tom Goegebuer, levantador de pesas belga.
- 1975: Hugh Maynard, actor británico.
- 1975: Mihaela Melinte, lanzadora de martillo rumana.
- 1975: Jeff Palmer, actor y cantautor estadounidense.
- 1975: François Petit, escalador francés.
- 1975: Skee-Lo, rapero estadounidense.
- 1975: Stefán Þórðarson, futbolista islandés.
- 1976: Roberta Anastase, política rumana, 57.ª presidenta de la Cámara de Diputados de Rumanía.
- 1976: Adrian Anca, futbolista rumano.
- 1976: Carlos Areces, actor y dibujante español.
- 1976: Djamel Belmadi, futbolista y entrenador argelino.
- 1976: Christian Bindhammer, escalador alemán.
- 1976: Danny Fortson, jugador de baloncesto estadounidense.
- 1976: Brandon Johnson, político y profesor estadounidense.
- 1976: Liu Limin, nadador chino.
- 1976: Francesca Mazzalai, modelo, presentadora de televisión y actriz italiana.
- 1977: Buffy-Lynne Alexander-Williams, camiseta canadiense.
- 1977: Víctor Ávila, basquetbolista mexicano.
- 1977: Elías Ayuso, entrenador de baloncesto y jugador de baloncesto estadounidense.
- 1977: Matteo Foschi, jugador y entrenador de rugby italiano.
- 1977: Noname Jane, actriz porno estadounidense.
- 1977: Tommie van der Leegte, futbolista neerlandés.
- 1977: Vítor Meira, piloto de carreras brasileño.
- 1977: Ioannis Melissanidis, gimnasta artístico griego.
- 1977: Juraj Minčík, piragüista eslovaco.
- 1977: Svetlana Šiškina-Malachova, esquiadora de fondo kazaja.
- 1977: Tatú, jugador de fútbol sala brasileño.
- 1977: Nils Winter, saltador de longitud alemán.
- 1978: Leo Aberer, cantante austríaco.
- 1978: Isabella Adinolfi, política italiana.
- 1978: Marius Bakken, corredor noruego.
- 1978: Sebastian Bonnet, actor pornográfico y productor de cine eslovaco.
- 1978: Choi Jong-bum, futbolista surcoreano.
- 1978: Amélie Cocheteux, tenista francesa.
- 1978: Emmanuel Ebiede, futbolista nigeriano (f. 2023).
- 1978: Marilù S. Manzini, escritora y directora italiana.
- 1978: Carlos Mérida, jugador de fútbol sala guatemalteco.
- 1978: Gabriel Paraschiv, futbolista rumano.
- 1978: Tom Stenvoll, entrenador de fútbol y exfutbolista noruego.
- 1979: Ilgar Abdurahmanov, futbolista azerbaiyano.
- 1979: Vidas Alunderis, futbolista lituano.
- 1979: Martin Borre, futbolista danés.
- 1979: Louise Brealey, actriz, escritora y periodista británica.
- 1979: Andrea Dato, jugador de póquer e ingeniero italiano.
- 1979: Dominik Tarczyński, político y periodista polaco.
- 1979: Denis Golovanov, tenista ruso.
- 1979: Mia Ikumi, dibujante japonesa (f. 2022).
- 1979: Martin Larsson, esquiador de fondo sueco.
- 1979: Jacinta van Lint, nadadora australiana.
- 1979: Nassim Mendil, futbolista francés.
- 1979: Baýramdurdi Meredow, futbolista turcomano.
- 1979: Mohsen Moeini, escritor y director iraní.
- 1979: Hayden Mullins, entrenador de fútbol y exfutbolista británico-inglés.
- 1979: Tom Palmer, jugador y entrenador británico de rugby unión inglés.
- 1979: Jermaine Phillips, jugador de fútbol americano.
- 1979: Pierpaolo Picazio, jugador de baloncesto italiano.
- 1979: Imran Tahir, jugador de críquet pakistaní-sudafricano.
- 1979: Jennifer Wilson, jugadora de hockey sobre césped zimbabuense-sudafricana.
- 1980: Ziad Bakri, actor, director y director de fotografía palestino.
- 1980: Gianpaolo Bellini, futbolista y entrenador italiano.
- 1980: Cesare Cremonini, cantautor italiano.
- 1980: Nicolas Duvauchelle, actor francés.
- 1980: Maria Sole Mansutti, actriz italiana.
- 1980: Tai Orathai, cantante y actriz tailandesa.
- 1980: Michaela Paštiková, tenista checa.
- 1980: María Noel Riccetto, bailarina y directora artística uruguaya.
- 1980: Sean Ryan, jugador estadounidense de fútbol americano.
- 1980: Maksim Shevchenko, futbolista kazajo.
- 1981: Merouane Abdouni, futbolista argelino.
- 1981: Cory Butner, bobsledder estadounidense.
- 1981: Cacau, futbolista brasileño-alemán.
- 1981: Chen Yan, nadador chino.
- 1981: Rogério Corrêa, futbolista brasileño.
- 1981: Luca D'Alisera, patinador italiano.
- 1981: Quim Gutiérrez, actor español.
- 1981: Hwang Ji-soo, jugador de fútbol surcoreano.
- 1981: Jukka Keskisalo, corredor finlandés de obstáculos.
- 1981: Hilda Kibet, corredora de media distancia y maratonista keniana.
- 1981: Akhil Kumar, boxeador indio.
- 1981: JJ Lin, cantante y actor singapurense.
- 1981: Paola Mauriello, jugadora y entrenadora de baloncesto italiana.
- 1981: Terry McFlynn, futbolista norirlandés.
- 1981: Alexandre Negri, futbolista brasileño.
- 1981: Sven Riederer, triatleta suizo.
- 1981: Tobias Schenke, actor alemán.
- 1981: Gavin Skelton, entrenador y jugador de fútbol británico-inglés.
- 1982: Fredy Bareiro, futbolista paraguayo.
- 1982: Shawn Beveney, futbolista guyanés.
- 1982: Captain New Japan, luchador japonés.
- 1982: Kurara Chibana, modelo japonesa.
- 1982: Bruno Savignani, jugador y entrenador de baloncesto brasileño.
- 1982: Giovanni Tomasicchio, velocista italiano.
- 1982: Jhon Valencia, exfutbolista colombiano.
- 1983: Alina Devecerski, cantante sueca.
- 1983: Yuliya Golubchikova, saltadora con pértiga rusa.
- 1983: Robert Guerrero, boxeador estadounidense.
- 1983: Vasili Koshechkin, jugador de hockey sobre hielo ruso.
- 1983: Román Martínez, futbolista argentino.
- 1983: Marco Aurélio Ribeiro Barbieri, futbolista brasileño.
- 1983: Román Martínez, entrenador de fútbol y exfutbolista argentino.
- 1983: Henri Ndreka, futbolista albanés.
- 1983: Ibezito Ogbonna, futbolista nigeriano.
- 1983: Igor Picușceac, entrenador de fútbol y exfutbolista moldavo.
- 1983: Jacques Riparelli, velocista y militar italiano.
- 1984: Adam Ashley-Cooper, jugador de rugby australiano.
- 1984: Delimir Bajić, futbolista bosnio.
- 1984: Eric Bellinger, cantautor y letrista estadounidense.
- 1984: Michaël Cordier, futbolista belga.
- 1984: Ben Franks, jugador australiano de rugby expatriado en Nueva Zelanda.
- 1984: Alexandru Gațcan, exfutbolista moldavo.
- 1984: Brett Holman, futbolista australiano.
- 1984: Josef Kaufman, futbolista checo.
- 1984: Bonnie Milligan, actriz y cantante estadounidense.
- 1984: Angelo Raffaele Nolé, entrenador de fútbol y exfutbolista italiano.
- 1984: Antonio Rojas, futbolista paraguayo.
- 1984: Taiki Seto, goist japonés.
- 1984: Ross Ulbricht, científico informático estadounidense.
- 1984: Fernando Usero, exfutbolista español.
- 1984: Wu You, camiseta sin mangas china.
- 1985: Chadžimurat Akkaev, levantador de pesas ruso.
- 1985: Anton Amelchenko, futbolista bielorruso.
- 1985: Dario Baldauf, futbolista austríaco.
- 1985: Luis Bolaños, futbolista ecuatoriano.
- 1985: Dustin Byfuglien, jugador estadounidense de hockey sobre hielo.
- 1985: Ram Charan, actor indio.
- 1985: Stijn De Smet, futbolista belga.
- 1985: Pavol Farkaš, futbolista eslovaco.
- 1985: Claudia Gaffuri, actriz italiana.
- 1985: Guillaume Joli, jugador de balonmano francés.
- 1985: Kasmir, cantante, músico y productor discográfico finlandés.
- 1985: Blake McIver Ewing, actor y cantante estadounidense.
- 1985: David Navara, ajedrecista checo.
- 1985: Marco Schneuwly, futbolista suizo.
- 1985: Sabrina Seara, actriz, cantante y modelo venezolana.
- 1985: Nadzeja Skardzina, biatleta bielorrusa.
- 1985: Sophie Splawinski, esquiadora alpina canadiense.
- 1985: Danny Vukovic, futbolista australiano.
- 1985: Loïc Wakanumuné, futbolista francés.
- 1985: Caroline Winberg, supermodelo y actriz sueca.
- 1985: Jeremy Yasasa, futbolista papú.
- 1986: Marco Filippucci, jugador de rugby italiano.
- 1986: Boris Gračëv, ajedrecista ruso.
- 1986: David Jurchenko, futbolista ruso.
- 1986: Chris Lofton, jugador de baloncesto estadounidense.
- 1986: Sam Minar, futbolista camboyano.
- 1986: Rosario Miraggio, cantante italiana.
- 1986: Manuel Neuer, futbolista alemán.
- 1986: Chen Nusel, jugador de baloncesto israelí.
- 1986: Simone Näf, esgrimista suiza.
- 1986: Marcus Pode, futbolista sueco.
- 1986: Pedro Solberg, jugador de voleibol de playa brasileño.
- 1986: Doria Tillier, actriz francesa.
- 1986: SoCal Val, modelo americano.
- 1986: Jinelle Zaugg-Siergiej, jugadora de hockey sobre hielo estadounidense.
- 1986: Ivan Čupić, jugador y entrenador de balonmano croata.
- 1987: Jefferson Bernárdez, futbolista hondureño.
- 1987: Alejandro Castro Flores, exfutbolista mexicano.
- 1987: Pedro Correia, exfutbolista portugués.
- 1987: Alexandru Curtean, futbolista rumano.
- 1987: Lene Egeli, modelo noruega.
- 1987: José Fernando Viana de Santana, futbolista brasileño.
- 1987: Samuel Francis, velocista nigeriano expatriado en Catar.
- 1987: Hernán Fredes, futbolista argentino.
- 1987: Polina Gagarina, cantautora rusa.
- 1987: Jérémy Grimm, futbolista francés.
- 1987: Sonny Guadarrama, futbolista estadounidense.
- 1987: Romain Hamouma, futbolista francés.
- 1987: Anthony Levine, jugador de fútbol americano.
- 1987: Francisco Limardo, esgrimista venezolano.
- 1987: Martina Mencaccini, jugadora de fútbol sala y futbolista italiana.
- 1987: Jan Močnik, jugador de baloncesto y entrenador esloveno.
- 1987: Alex Pledger, jugador de baloncesto neozelandés.
- 1987: Buster Posey, beisbolista estadounidense.
- 1987: Shin Young-rok, futbolista surcoreano.
- 1987: Byambyn Tüvshinbat, boxeador mongol.
- 1987: Victor Vito, jugador de rugby neozelandés.
- 1987: ChaRonda Williams, velocista estadounidense.
- 1987: Sanne van Kerkhof, patinadora neerlandesa de pista corta.
- 1988: Atsuto Uchida, futbolista japonés.
- 1988: Rodrigo Eduardo Costa Marinho, futbolista brasileño.
- 1988: Claudemir Domingues de Souza, futbolista brasileño.
- 1988: Junior Galette, jugador de fútbol americano haitiano.
- 1988: Mauro Goicoechea, futbolista uruguayo.
- 1988: Holliday Grainger, actriz británico-inglesa.
- 1988: Victor Heringer, escritor y poeta brasileño (f. 2018).
- 1988: Jessie J, cantautora y personalidad televisiva británico-inglesa.
- 1988: Rodriguinho Marinho, futbolista brasileño.
- 1988: Artëm Olegovič Novičonok, astrónomo ruso.
- 1988: Quentin Othon, futbolista francés.
- 1988: Leonardo Santana da Silva, jugador de fútbol sala brasileño.
- 1988: Moe Sbihi, remero británico.
- 1988: Łukasz Sierpina, futbolista polaco.
- 1988: Brenda Song, actriz, actriz de voz y productora estadounidense de televisión.
- 1988: Abdulla Yasser, futbolista bareiní.
- 1989: Nana Attakora, entrenador de fútbol canadiense y exfutbolista.
- 1989: Tuğçe Atıcı, jugadora de voleibol turca.
- 1989: Makram Ben Romdhane, jugador de baloncesto tunecino.
- 1989: Kenji Dai, futbolista japonés.
- 1989: Lillo Castellano, futbolista español.
- 1989: Sara Gama, futbolista y directora deportiva italiana.
- 1989: Sofiane Guitoune, jugadora de rugby argelina.
- 1989: Matt Harvey, jugador de béisbol estadounidense.
- 1989: Nolan Kasper, esquiador alpino estadounidense.
- 1989: Camilla Lees, jugadora neozelandesa de netball.
- 1989: Jermaine Love, jugador de baloncesto estadounidense.
- 1989: Maka Mary, entrenador de fútbol y futbolista francés.
- 1989: Danny van den Meiracker, futbolista neerlandés.
- 1989: Silvano Raggio Garibaldi, futbolista italiano.
- 1989: Ricardo Ribeiro de Lima, futbolista brasileño.
- 1989: Diego Rosa, ciclista de montaña y ciclista de carretera italiano.
- 1989: David Vallorani, jugador canadiense de hockey sobre hielo.
- 1989: Šarūnas Vasiliauskas, jugador de baloncesto lituano.
- 1990: Amir Abrashi, futbolista suizo.
- 1990: Jonas Baumann, esquiador de fondo suizo.
- 1990: Taylor Benjamin, exfutbolista canadiense.
- 1990: Lukács Bőle, futbolista húngaro.
- 1990: Fernando Brandán, futbolista argentino.
- 1990: Brodha V, rapero y productor musical indio.
- 1990: Roger Cañas, futbolista colombiano.
- 1990: Leandro Chichizola, futbolista argentino.
- 1990: Erdin Demir, futbolista turco expatriado en Suecia.
- 1990: Ben Hunt, jugador de la liga de rugby australiana.
- 1990: Stefan Ilić, entrenador de hockey sobre hielo serbio y jugador de hockey sobre hielo.
- 1990: Joselu, futbolista español.
- 1990: Michelle Karvinen, jugadora de hockey sobre hielo finlandesa.
- 1990: Kimbra, cantautora neozelandesa.
- 1990: Fredy, futbolista angoleño.
- 1990: Nicolas Nkoulou, futbolista camerunés.
- 1990: Jake Odorizzi, jugador de béisbol estadounidense.
- 1990: Meelis Peitre, futbolista estonio.
- 1990: Luís Miguel Pinheiro Andrade, futbolista portugués.
- 1990: Facundo Píriz, futbolista uruguayo.
- 1990: Antonino Ragusa, futbolista italiano.
- 1990: Natalia Sánchez, actriz española.
- 1990: Henry Sims, jugador de baloncesto estadounidense.
- 1990: João Soares, jugador de baloncesto portugués.
- 1990: Kōstas Theodōropoulos, futbolista griego.
- 1990: Giovanbattista Venditti, jugador de rugby italiano.
- 1990: Mateusz Zachara, futbolista polaco.
- 1990: Luca Zuffi, futbolista suizo.
- 1991: Francisco Belo, lanzador de peso y disco portugués.
- 1991: Aude Biannic, ciclista de carretera y de pista francesa.
- 1991: Jamie Bosio, futbolista gibraltareño.
- 1991: Megan Bozek, jugadora de hockey sobre hielo estadounidense.
- 1991: Olcay Gür, futbolista liechtensteiniano.
- 1991: Vafa Hakhamaneshi, futbolista iraní.
- 1991: Toomas Heikkinen, piloto de rally finlandés.
- 1991: London on da Track (London Tyler Holmes), beatmaker, productor discográfico y rapero afroestadounidense.
- 1991: Roman Karasjuk, futbolista ucraniano.
- 1991: Valeria Kleiner, futbolista alemana.
- 1991: Johannes Kröll, esquiador alpino austríaco.
- 1991: Jesper Lauridsen, futbolista danés.
- 1991: Biagio Meccariello, futbolista italiano.
- 1991: Ahmed Samir, futbolista jordano.
- 1991: Takuya Seike, jugador de fútbol americano japonés.
- 1991: Josh Selby, jugador de baloncesto estadounidense.
- 1991: Ernest Sugira, futbolista ruandés.
- 1991: Shayne Whittington, baloncestista y entrenador estadounidense.
- 1992: Lukáš Budínský, futbolista checo.
- 1992: Ryan Cochran-Siegle, esquiador alpino estadounidense.
- 1992: Julián Luque, exfutbolista español.
- 1992: Arthur De Greef, tenista y entrenador de tenis belga.
- 1992: Mark Gillespie, futbolista británico-inglés.
- 1992: Grant Hardie, jugador de curling británico.
- 1992: István Kovács, futbolista húngaro.
- 1992: Marc Muniesa, futbolista español.
- 1993: Brandon Nimmo, jugador de béisbol estadounidense.
- 1992: Pedro Obiang, futbolista español.
- 1992: Josh Shaw, jugador de fútbol americano.
- 1992: Ben Vehava, futbolista israelí.
- 1992: Max Veloso, futbolista portugués.
- 1992: Aoi Yūki, actriz de doblaje, actriz y cantante japonesa.
- 1993: Luca Aerni, esquiador alpino suizo.
- 1993: Willian Candia, futbolista paraguayo.
- 1993: Justin Coleman, jugador de fútbol americano.
- 1993: Dariya Derkach, saltadora de triple salto y saltadora de longitud italiana.
- 1993: Gonzalo Escalante, futbolista argentino.
- 1993: Fraser Fyvie, futbolista escocés.
- 1993: Ali Gibson, jugador de baloncesto estadounidense.
- 1993: Cristian Guanca, futbolista argentino.
- 1993: Lidia Isac, cantante moldava.
- 1993: Christian Jakobsen, futbolista danés.
- 1993: Luan Vieira, futbolista brasileño.
- 1993: Marko Karamarko, futbolista croata.
- 1993: Gustav Lundbäck, esquiador alpino sueco.
- 1993: Lovisa Modig, esquiadora de fondo sueca.
- 1993: Nelson Munganga, futbolista de la República Democrática del Congo.
- 1993: Brandon Nimmo, jugador de béisbol estadounidense.
- 1993: Ilari Seppälä, jugador de baloncesto finlandés.
- 1993: Ángel Trinidad, jugador de voleibol español.
- 1993: Robert Walsh, jugador de voleibol estadounidense.
- 1993: Abbie Ward, jugadora de rugby británica.
- 1994: Viktor Angelov, futbolista macedonio.
- 1994: Hernani Azevedo Júnior, futbolista brasileño.
- 1994: Yoan Cardinale, futbolista francés.
- 1994: Bryan Constant, futbolista francés.
- 1994: Hernani Azevedo Júnior, futbolista brasileño.
- 1994: Conrad Kaminski, jugador de voleibol estadounidense.
- 1994: Wisdom Kanu, futbolista nigeriano.
- 1994: Felipe Macedo, futbolista brasileño.
- 1994: Birama Ndoye, futbolista senegalés.
- 1994: Anthony Novak, futbolista canadiense.
- 1994: Yosel Piedra, futbolista cubano.
- 1994: Lukáš Skovajsa, futbolista eslovaco.
- 1994: Soun Veasna, futbolista camboyano.
- 1994: Patrick Wessely, futbolista austríaco.
- 1995: Villano Antillano, rapero y cantante puertorriqueño.
- 1995: Taylor Atelian, actriz, bailarina y cantante estadounidense.
- 1995: Mac Bohonnon, esquiador de estilo libre estadounidense.
- 1995: Reece Clarke, bailarín escocés.
- 1995: Marlon Freitas, futbolista brasileño.
- 1995: Te Atawhai Hudson-Wihongi, futbolista neozelandés.
- 1995: Mihovil Klapan, futbolista croata.
- 1995: Mateo Kocijan, futbolista croata.
- 1995: John-Henry Krueger, patinador estadounidense de pista corta.
- 1995: Katarzyna Madrowska, luchadora polaca.
- 1995: Mathieu Maertens, futbolista belga.
- 1995: Aslıhan Malbora, actriz turca.
- 1995: Luis Javier Mosquera, levantador de pesas colombiano.
- 1995: Reuven Niemeijer, futbolista neerlandés.
- 1995: Ygor Nogueira, futbolista brasileño.
- 1995: Martín Payares, futbolista colombiano.
- 1995: Édson Samms, futbolista panameño.
- 1995: Sven Sprangler, futbolista austríaco.
- 1995: Bill Tuiloma, futbolista neozelandés.
- 1995: Zaur Uguev, luchador ruso.
- 1995: Vinícius Tanque, futbolista brasileño.
- 1996: Alice Benoît, futbolista francesa.
- 1996: Stephen Brown, jugador de baloncesto estadounidense.
- 1996: Tolga Geçim, jugador de baloncesto turco.
- 1996: Loïc Lapoussin, futbolista malgache.
- 1996: Rosabell Laurenti Sellers, actriz italiana.
- 1996: Aristote Nkaka, futbolista belga.
- 1996: Stephane Omeonga, futbolista belga.
- 1997: Muhsen Al-Ghassani, futbolista omaní.
- 1997: Raiko Arozarena, futbolista cubano.
- 1997: Daniele Cappellari, biatleta y esquiador de fondo italiano.
- 1997: Danilo Cardoso, futbolista brasileño.
- 1997: Murilo Cerqueira, futbolista brasileño.
- 1997: Eleonora Curtabbi, vallista italiana.
- 1997: Heber García, futbolista venezolano.
- 1997: Brycen Hopkins, jugador de fútbol americano.
- 1997: Lisa (Lalisa Manobán), rapera, bailarina y cantante tailandesa integrante del grupo Blackpink.
- 1997: Stefanos Ntouskos, remero griego.
- 1997: Bence Pávkovics, futbolista húngaro.
- 1997: Kristóf Rasovszky, nadador húngaro.
- 1997: Nicolás Servetto, futbolista argentino.
- 1997: Malcolm Shaw, futbolista trinitense.
- 1997: Andreas Skovgaard, futbolista danés.
- 1997: Eda Tuğsuz, lanzadora de jabalina turca.
- 1998: Jahvon Blair, jugador de baloncesto canadiense.
- 1998: Giannis Bouzoukis, futbolista griego.
- 1998: Márquez Callaway, jugador de fútbol americano.
- 1998: Finn Dahmen, futbolista alemán.
- 1998: Tristan Dekker, futbolista neerlandés.
- 1998: Elena Dhont, futbolista belga.
- 1998: Geyse Ferreira, futbolista brasileño.
- 1998: Kylen Granson, jugador de fútbol americano.
- 1998: Johanna Hagström, esquiadora de fondo sueca.
- 1998: Mack Hansen, jugador de rugby australiano.
- 1998: Stanislav Magkeev, futbolista ruso.
- 1998: Giannīs Mpouzoukīs, futbolista griego.
- 1998: Jesús Piñuelas, futbolista mexicano.
- 1998: Charles Snowden, jugador de fútbol americano.
- 1998: Ľubomír Tupta, futbolista eslovaco.
- 1998: Haji Wright, futbolista estadounidense.
- 1999: Maha Amer, buceador egipcio.
- 1999: Douglas Aurélio, futbolista brasileño.
- 1999: Tudor Băluță, futbolista rumano.
- 1999: Karim Bertelli, futbolista suizo.
- 1999: Natasha Calis, actriz canadiense.
- 1999: Marquinhos Cipriano, futbolista brasileño.
- 1999: Ida Dannewitz, esquiadora alpina sueca.
- 1999: Braxton Jones, jugador de fútbol americano.
- 1999: Netane Muti, jugador de fútbol americano tongano.
- 1999: Viktor Potočki, ciclista de carretera, ciclista de ciclocrós y ciclista de pista croata.
- 1999: Murali Sreeshankar, saltador de longitud indio.
- 1999: Christian Viet, futbolista alemán.
- 2000: Miguel Baeza, futbolista español.
- 2000: Halle Bailey, actriz y cantautora estadounidense.
- 2000: Gaspar Campos, futbolista español.
- 2000: Francesca Cosi, jugadora de voleibol italiana.
- 2000: Enis Fazlagiḱ, futbolista macedonio.
- 2000: Ewan Henderson, futbolista escocés.
- 2000: Juho Hyvärinen, futbolista finlandés.
- 2000: Jaylin Lindsey, futbolista estadounidense.
- 2000: Davide Merola, futbolista italiano.
- 2000: Elijah Moore, jugador de fútbol americano.
- 2000: Sophie Nélisse, actriz canadiense.
- 2000: Óscar Rivas Viondi, futbolista español.
- 2000: Pelayo Sánchez, ciclista de carretera español.
- 2000: Nora Sanness, esquiadora de fondo noruega.
- 2000: Bernardo Martins Sousa, futbolista portugués.
- 2000: Norbert Szendrei, futbolista húngaro.
- 2001: Tiago Araújo, futbolista portugués.
- 2001: Natanael Cano, cantante mexicano.
- 2001: Juan Cruz Guasone, futbolista argentino.
- 2001: Tyler Kolek, jugador de baloncesto estadounidense.
- 2001: David Roddy, jugador de baloncesto estadounidense.
- 2002: Morgan Antonioni, jugador de hockey sobre patines italiano.
- 2002: Matthias Braunöder, futbolista austríaco.
- 2002: Ariete, cantautora italiana.
- 2002: Daria Snigur, tenista ucraniana.
- 2002: Ty Tennant, actor británico.
- 2003: Thomas Ciprick, buceador canadiense.
- 2003: LDA, cantautora y rapera italiana.
- 2003: Diego Alexander Gómez Amarilla, futbolista paraguayo.
- 2003: Jaka Klobučar, jugador de baloncesto esloveno.
- 2003: Lisandro Montenegro, futbolista argentino.
- 2003: Ekaterina Rjabova, patinadora artística rusa.
- 2003: Ja'Tavion Sanders, jugador de fútbol americano.
- 2003: Rafael Struick, futbolista indonesio.
- 2004: Max Finkgräfe, futbolista alemán.
- 2004: Quinn Sullivan, futbolista estadounidense.
- 2004: Audrey Werro, corredora de media distancia suiza.
- 2009: Ilektra Rapti, nadadora artística griega.
- 2023: Francisco de Luxemburgo, aristócrata («príncipe») luxemburgués.

## Fallecimientos
- 47 a. C.: Ptolomeo XIII, gobernante egipcio.
- 718: san Ruperto de Salzburgo, obispo y abad franco-austríaco (n. 660) canonizado por la Iglesia católica.
- 853: san Haymo de Halberstadt, obispo y escritor alemán (n. 778) canonizado por la Iglesia católica.
- 913: Du Xiao (nombre de cortesía Mingyuan), político chino, funcionario de la dinastía china Tang, y canciller de Liang Posterior (Cinco Dinastías).
- 913: Zhang emperatriz china de la dinastía Liang posterior; fue esposa del emperador Zhu Yougui, quien reinó brevemente entre 912 y 913.
- 916: Alduino I, aristócrata («conde de Angulema») franco.
- 965: Arnulfo I de Flandes, aristócrata («3.º conde de Flandes») neerlandés (n. 889).
- 973: Herman Billung, aristócrata y teniente franco-alemán (n. 900).
- 1045: Adalberón II de Ebersberg, aristócrata alemán.
- 1045: Ali ibn Ahmad al-Jarjara'i, visir fatimí.
- 1166: Umberto I da Pirovano, arzobispo católico y político italiano.
- 1172: Muhámmad ibn Mardanís, «el Rey Lobo», monarca almorávide murciano (n. 1124).[3]
- 1180: Al-Mustadi', califa iraquí (n. 1142).
- 1184: Giorgi III, rey de Georgia.
- 1223: Raymond Roger de Foix, conde.
- 1248: Maud Marshal, aristócrata («condesa») inglesa (n. 1192).
- 1249: Otón III de Holanda, obispo católico alemán.
- 1360: Andrés de Antioquía, religioso normando (n. 1268).
- 1378: Gregorio XI (Pierre Roger de Beaufort), religioso y político francés (n. 1336), papa de la Iglesia católica entre 1370 a 1378. Fue el séptimo y último papa del Papado de Aviñón y, a la fecha, el último pontífice francés.
- 1381: Juana Manuel de Villena, aristócrata española, reina consorte de Castilla (n. 1339).
- 1390: Eduviges de Żagań, aristócrata polaca.
- 1427: Rinaldo Brancaccio, cardenal italiano.
- 1462: Basilio el Ciego, aristócrata («gran príncipe de Moscú») y rey ruso (n. 1415) cuyo largo reinado (1425-1462) fue azotado por la mayor guerra civil de la historia del Principado de Moscú; fue cegado por su primo a los 31 años.
- 1472: Janus Pannonius, obispo católico, poeta y humanista húngaro (n. 1434).
- 1482: María de Borgoña, aristócrata («duquesa de Borgoña») soberana gobernante de Borgoña (n. 1457), casada con Maximiliano I, emperador del Sacro Imperio Romano Germánico.
- 1487: Juan de Beaumont, aristócrata («1.º vizconde de Arberoa») francés (n. 1419).
- 1510: Beatriz de Frangipan, aristócrata croata (n. 1480).
- 1532: Juan II de Opole, aristócrata polaco.
- 1546: Leonor de Castro Mello y Meneses, aristócrata española, esposa de Francisco de Borja y dama de Isabel de Portugal.
- 1546: Juan Díaz, teólogo español (n. 1510).
- 1564: Lütfi Pasha, historiador y político turco (n. 1488), gran visir del Imperio otomano.
- 1572: Girolamo Maggi, polímata italiano (n. 1523).
- 1574: Takeda Nobutora, militar japonés (n. 1494).
- 1576: Lelio Torelli, funcionario y jurista italiano (n. 1498).
- 1586: Maximilien Morillon, obispo católico belga (n. 1517).
- 1598: Theodor de Bry, grabador, impresor, orfebre y editor belga-alemán (n. 1528).
- 1610: Innocenzo Del Bufalo-Cancellieri, cardenal y obispo católico italiano (n. 1566).
- 1613: Sigismund Báthory (n. 1573).
- 1613: Monserrat Rosselló, jurista española (n. 1568).
- 1615: Margarita de Valois, reina francesa (n. 1553).
- 1617: Jorge II de Pomerania, aristócrata alemán (n. 1582).
- 1621: Benedetto Giustiniani, cardenal italiano (n. 1554).
- 1624: Richard Cocks, navegante y comerciante británico (n. 1566).
- 1624: Ulrico de Dinamarca, príncipe-obispo danés (n. 1578).
- 1625: Antonio de Herrera y Tordesillas, historiador español (n. 1549).
- 1625: Jacobo I, rey inglés (n. 1566).
- 1629: Baldassare Maggi, arquitecto suizo.
- 1633: Peeter Cornet, compositor y organista flamenco.
- 1635: Robert Naunton, político inglés (n. 1563).
- 1636: Helfrich Ulrich Hunnius, jurista alemán (n. 1583).
- 1641: Jerónima de Burgos, actriz teatral española.
- 1676: Francisco Fernández de la Cueva, oficial español.
- 1676: Bernardino de Rebolledo, poeta, militar y diplomático español (n. 1597).
- 1678: Juan de Leyva de la Cerda, español (n. 1604).
- 1679: Hendrick Berckman, pintor y dibujante neerlandés (n. 1629).
- 1679: Abraham Mignon, pintor neerlandés (n. 1640).
- 1697: Simon Bradstreet, empresario y político británico-inglés (n. 1603), 20.º gobernador de la colonia de la bahía de Massachusetts.
- 1714: Antonio Ulrico de Brunswick-Wolfenbüttel, aristócrata, escritor y poeta alemán (n. 1633).
- 1714: Carlota Amalia de Hesse-Kassel, soberana danesa (n. 1650).
- 1715: Augusto de Sajonia-Merseburgo, aristócrata (n. 1655).
- 1721: Giacomo Maria Airoli, jesuita y orientalista italiano (n. 1660).
- 1723: Constantyn Netscher, pintor neerlandés (n. 1668).
- 1726: Carlo Luigi Pietragrua, compositor italiano (n. 1665).
- 1729: Leopoldo de Lorena, aristócrata («duque de Lorena») francés (n. 1679).
- 1735: Ján Baltazár Magin, sacerdote, poeta e historiador eslovaco (n. 1681).
- 1743: Teresa Manuel de Baviera, aristócrata alemana (n. 1723).
- 1745: Tommaso Crudeli, poeta y jurista italiano (n. 1702).
- 1746: Zaccaria Canal, político y diplomático italiano (n. 1685).
- 1757: Johann Stamitz, compositor y violinista checo (n. 1717).
- 1770: Giovanni Battista Tiépolo, pintor barroco italiano (n. 1696) expatriado en Madrid.
- 1770: Jacopo Stellini, abad, escritor y filósofo italiano (n. 1699).
- 1770: Giambattista Tiépolo, pintor y grabador italiano (n. 1696).
- 1771: Filippo Lante Montefeltro della Rovere, aristócrata («4.º duque de Bomarzo») italiano (n. 1709).
- 1778: Nicolas-Sébastien Adam, escultor francés (n. 1705).
- 1779: Mathieu-François Pidansat de Mairobert, escritor y periodista francés (n. 1707).
- 1781: Paolo Calvi, historiador italiano (n. 1716).
- 1792: Friedrich Ludwig Benda, director de orquesta, compositor y violinista alemán (n. 1746).
- 1801: Paolina Secco Suardo, poeta italiana (n. 1746).
- 1802: Federico Ferrario, pintor italiano (n. 1714).
- 1803: Onofrio Tataranni, filósofo y ensayista italiano (n. 1727).
- 1805: Filippo Marchionni, arquitecto y pintor italiano (n. 1732).
- 1807: Michele Mortellari, compositor italiano.
- 1809: Joseph-Marie Vien, pintor francés (n. 1716).
- 1814: Emily Lennox, aristócrata británico-inglesa (n. 1731).
- 1818: Elizaveta Aleksandrovna Stroganova, aristócrata rusa (n. 1779).
- 1819: Jean Fabre de la Martillière, general y político francés (n. 1732).
- 1820: Gerhard von Kügelgen, pintor alemán (n. 1772).
- 1824: Louis-Marie de La Révellière-Lépeaux, político francés (n. 1753).
- 1827: Dmitrij Vladimirovič Venevitinov, poeta y escritor ruso (n. 1805).
- 1827: François Alexandre Frédéric de La Rochefoucauld-Liancourt, político, empresario y aristócrata francés (n. 1747).
- 1831: François Lays, barítono y tenor francés (n. 1758).
- 1831: Nicolas Ponce, escritor, diseñador y grabador francés (n. 1746).
- 1834: George Stewart, aristócrata («8.º conde de Galloway»), almirante y político escocés (n. 1768).
- 1836: François-Antoine Arbaud, obispo católico francés (n. 1768).
- 1836: James Fannin, político y militar estadounidense (n. 1804).
- 1837: Pedro Coudrin, sacerdote francés, fundador de la Congregación de los Sagrados Corazones (n. 1768).
- 1837: Giovanni Fraschina, obispo católico suizo (n. 1750).
- 1837: Maria Fitzherbert, británica (n. 1756).
- 1837: Thomas Thynne, aristócrata («2.º marqués de Bath») y político británico-inglés (n. 1765).
- 1837: Otto Magnus von Stackelberg, arqueólogo alemán (n. 1786).
- 1839: Gaetano Baccari, sacerdote y bibliotecario italiano (n. 1752).
- 1843: Martin-Guillaume Biennais, orfebre francés (n. 1764).
- 1843: Charles Colville, general británico (n. 1770).
- 1843: Jakob Gauermann, pintor alemán (n. 1773).
- 1843: Henry Neville, aristócrata («2.º conde de Abergavenny») británico-inglés (n. 1755).
- 1844: Dmitrij Vladimirovič Golitsyn, príncipe y general ruso (n. 1771).
- 1844: Giuseppe Micali, arqueólogo e historiador italiano (n. 1768).
- 1845: Carlo Forti, ingeniero italiano (n. 1766).
- 1845: Victor Lhérie, actor, dramaturgo y libretista francés (n. 1808).
- 1847: Francesco Zola, militar e ingeniero italiano (n. 1795).
- 1848: Gabriel Bibron, zoólogo y herpetólogo francés (n. 1805).
- 1849: Archibald Acheson, aristócrata («2.º conde de Gosford») político irlandés-canadiense (n. 1776), 35.º gobernador general de Canadá.
- 1849: Mauro Rusconi, médico y naturalista italiano (n. 1776).
- 1850: Wilhelm Beer, astrónomo y banquero prusiano (n. 1797).
- 1853: Johann Adam Ackermann, pintor alemán (n. 1780).
- 1854: Carlos III de Parma, aristócrata italiano (n. 1823).
- 1854: William Bentinck, aristócrata («4.º duque de Portland») y político británico (n. 1768).
- 1855: Carlo Bartolomeo Bermondi, magistrado y político italiano (n. 1786).
- 1855: Richard Cromwell Carpenter, arquitecto británico (n. 1812).
- 1856: Ekaterina Semënovna Voroncova, aristócrata rusa (n. 1783).
- 1857: Antonio Colla, astrónomo y meteorólogo italiano (n. 1806).
- 1858: Jean Guillaume Audinet-Serville, entomólogo francés (n. 1775).
- 1858: Konstantin Markovič Poltorackij, general ruso (n. 1782).
- 1859: Ridolfo Castinelli, ingeniero y político italiano (n. 1791).
- 1859: Adelaide Tosi, soprano italiana (n. 1800).
- 1861: Antonio Mazzarosa, político italiano (n. 1780).
- 1864: Jean-Jacques Ampère, filólogo, ensayista y académico francés (n. 1800).
- 1867: Giuseppe Ciani, sacerdote e historiador italiano (n. 1793).
- 1867: Prideaux John Selby, ornitólogo, botánico y artista británico-inglés (n. 1788).
- 1868: Louis-Édouard Cestac, sacerdote francés (n. 1801).
- 1868: Krishnaraja Wodeyar III, príncipe indio (n. 1794).
- 1869: James Harper, editor y político estadounidense, 65.º alcalde de la ciudad de Nueva York (n. 1795).
- 1871: Adelaide Cairoli, patriota italiana (n. 1806).
- 1873: Teresa Gamba Guiccioli, aristócrata y escritora italiana.
- 1874: Giovanni Filippo Galvagno, abogado y político italiano (n. 1801).
- 1874: Benedetto Viale Prelà, médico italiano (n. 1796).
- 1875: Edgar Quinet, historiador, escritor, académico y político francés (n. 1803).
- 1875: Juan Crisóstomo Torrico, militar y político peruano, presidente del Perú (n. 1808).
- 1876: Celeste Menotti, patriota italiana (n. 1802).
- 1877: Francesco Conelli de Prósperi, político italiano (n. 1801).
- 1878: Giovanni Battista Carducci, arquitecto y mecenas italiano (n. 1806).
- 1878: George Gilbert Scott, arquitecto británico-inglés (n. 1811), diseñó el Albert Memorial y la catedral de Santa María en Edimburgo.
- 1879: Hércules Florence, inventor y pintor francés (n. 1804).
- 1879: Ilarione Sillani, obispo católico italiano (n. 1812).
- 1879: Valdemar de Prusia, príncipe prusiano (n. 1868).
- 1880: Francis Alexander, pintor estadounidense (n. 1800).
- 1881: Carlo Corradino Chigi, militar y político italiano (n. 1802).
- 1882: Jørgen Moe, poeta, escritor y obispo luterano noruego (n. 1813).
- 1882: Mütercim Mehmed Rüşdi Pasha, político otomano (n. 1811).
- 1883: Philipp Christoph Zeller, entomólogo alemán (n. 1808).
- 1884: Richard Böhm, zoólogo y explorador alemán (n. 1854).
- 1885: Serafino Amedeo De Ferrari, compositor, director de orquesta y pianista italiano (n. 1824).
- 1885: Friedrich Johann Joseph Cölestin von Schwarzenberg, cardenal y arzobispo católico austríaco (n. 1809).
- 1886: Augusta Tanari Malvezzi, aristócrata y patriota italiano (n. 1831).
- 1886: Henry Taylor, poeta y dramaturgo británico-inglés (n. 1800).
- 1887: Koloman Banšell, pastor protestante, poeta y escritor eslovaco (n. 1850).
- 1888: Francesco Faà di Bruno, matemático y sacerdote italiano (n. 1825).
- 1889: John Bright, político británico-inglés (n. 1811), secretario de Estado de Negocios, Innovación y Habilidades.
- 1890: Carl Jacob Löwig, químico y académico alemán (n. 1803).
- 1891: Biagio Caranti, banquero, patriota y político italiano (n. 1837).
- 1891: Franz von Meran, conde austríaco (n. 1839).
- 1892: Francesco Francesconi, religioso y filósofo italiano (n. 1823).
- 1893: Leopold Edelsheim, general austríaco (n. 1826).
- 1893: Alphonse Beau de Rochas, inventor e ingeniero francés (n. 1815).
- 1897: Andreas Anagnostakis, oftalmólogo, médico y educador griego (n. 1826).
- 1897: Paolo Angelo Ballerini, patriarca católico italiano (n. 1814).
- 1898: Francisca de Braganza, princesa de Brasil e infanta portuguesa.
- 1898: Édouard Delessert, pintor y fotógrafo francés (n. 1828).
- 1898: Syed Ahmed Khan, político, filósofo, activista y catedrático indio (n. 1817).
- 1899: Enrico Pazzi, escultor y museólogo italiano (n. 1818).
- 1900: Joseph A. Campbell, empresario estadounidense (n. 1817), fundó la Campbell Soup Company.
- 1900: Antonio Nunziante, político italiano (n. 1830).
- 1902: Egidio Osio, general italiano (n. 1840).
- 1905: Heranush Arshagyan, poeta y novelista armenio (n. 1887).
- 1905: Emanuele Lolli, político italiano (n. 1819).
- 1906: Eugène Carrière, pintor francés (n. 1849).
- 1906: Aleksandr Silbernik, esperantista polaco (n. 1832).
- 1906: Marcellino da Civezza, escritor italiano (n. 1822).
- 1909: Antonio Hernández Fajarnés, catedrático y escritor español (n. 1851).
- 1910: Alexander Emanuel Agassiz, ictiólogo, biólogo, zoólogo e ingeniero suizo expatriado en Estados Unidos (n. 1835).
- 1912: Tibor von Földváry, patinador artístico húngaro (n. 1863).
- 1912: Francesco Matteucci, político italiano (n. 1847).
- 1913: Richard Montgomery Gano, ministro, médico y general estadounidense (n. 1830).
- 1914: Spencer Gore, pintor británico (n. 1878).
- 1914: Joséphine Houssay, pintora y litógrafa francesa (n. 1840).
- 1916: Michele Vitali Mazza, militar italiano (n. 1895).
- 1917: Giuseppe Sommaruga, arquitecto italiano (n. 1867).
- 1918: Henry Adams, periodista, historiador y escritor estadounidense (n. 1838).
- 1918: Martin Sheridan, lanzador de disco, lanzador de bala y saltador irlandés expatriado en Estados Unidos (n. 1881).
- 1919: Renato De Censi, futbolista y militar italiano (n. 1893).
- 1921: Harry Barron, general y político británico-inglés, 16.º gobernador de Australia Occidental (n. 1847).
- 1921: Paul Bor, ciclista de carretera francés (n. 1877).
- 1921: Mouha ou Hammou Zayani, líder bereber.
- 1922: Giuseppe Beltrone, pintor italiano (n. 1851).
- 1922: Giannetto Cavasola, político italiano (n. 1840).
- 1922: Philippe Guye, químico suizo (n. 1862).
- 1922: Otto Hirschfeld, historiador, arqueólogo y epigrafista alemán (n. 1843).
- 1922: Vittorio Emanuele Marzotto, empresario y político italiano (n. 1858).
- 1922: Nikolái Sokolov, compositor y educador ruso (n. 1859).
- 1923: James Dewar, químico y físico británico-escocés (n. 1842).
- 1923: Luigi Tulumello, escritor, jurista y político italiano (n. 1850).
- 1924: Alice Carmen Gouvy, diseñadora estadounidense.
- 1924: John George Alexander Leishman, empresario y diplomático estadounidense (n. 1857).
- 1924: Walter Parratt, organista y compositor británico-inglés (n. 1841).
- 1925: Alberto Cioci, profesor y escritor italiano (n. 1867).
- 1925: Carl Neumann, matemático y académico alemán (n. 1832).
- 1926: Kick Kelly, jugador de béisbol, mánager y árbitro estadounidense (n. 1856).
- 1926: Salvatore Marchesi, pintor italiano (n. 1852).
- 1926: Georges Vézina, jugador canadiense de hockey sobre hielo (n. 1887).
- 1927: Klaus Berntsen, político danés, primer ministro de Dinamarca (n. 1844).
- 1927: William Healey Dall, naturalista y paleontólogo estadounidense (n. 1845).
- 1927: Carl Prohaska, compositor, pedagogo y director de orquesta austríaco (n. 1869).
- 1927: Joe Start, jugador y mánager estadounidense de béisbol (n. 1842).
- 1928: Fiorello Giraud, tenor italiano (n. 1870).
- 1928: Roberto Lepetit, empresario italiano (n. 1865).
- 1928: Leslie Stuart, organista y compositor británico-inglés (n. 1863).
- 1928: Walt Whitman, actor estadounidense (n. 1859).
- 1929: Charles Henry Brent, religioso estadounidense (n. 1869).
- 1929: Margaret Grosvenor, aristócrata («marquesa de Cambridge») británico-inglesa (n. 1873).
- 1929: Kishan Singh de Bharatpur, indio (n. 1899).
- 1930: Christina Greenstidel, mística y maestra alemana (n. 1866).
- 1931: Arnold Bennett, escritor, dramaturgo y periodista británico-inglés (n. 1867).
- 1931: Carlo Dadone, escritor italiano (n. 1864).
- 1932: Vittorio Brondi, político italiano (n. 1863).
- 1933: Matilde de Sajonia, princesa alemana (n. 1862).
- 1934: Giuseppe Luigi Beneventano, empresario y político italiano (n. 1840).
- 1934: Dario Carbone, arquitecto, ingeniero y urbanista italiano (n. 1857).
- 1934: Francis William Reitz, abogado y político sudafricano, quinto presidente del Estado Libre de Orange (n. 1844).
- 1935: Huzayma bint Nasser, princesa árabe (n. 1884).
- 1937: Alberto Nin Frías, escritor uruguayo (n. 1878).
- 1937: Gustave Surand, pintor y escultor francés (n. 1860).
- 1938: Romolo Bacchini, director, músico y actor italiano (n. 1872).
- 1938: Avelino González Mallada, anarquista español (n. 1894).
- 1938: Éttore Majorana, físico italiano (n. 1906), conocido sobre todo por su trabajo en física de partículas, en concreto acerca de los neutrinos; desaparecido en el mar Tirreno.
- 1938: Frigyes Mezei, velocista húngaro (n. 1887).
- 1938: AW Sandberg, director y guionista danés (n. 1887).
- 1938: Tom Seeberg, tirador noruego (n. 1860).
- 1938: William Stern, psicólogo y filósofo alemán (n. 1871) expatriado en Estados Unidos; inventó el concepto «cociente de la inteligencia».
- 1939: Gus Leonard, actor estadounidense (n. 1859).
- 1939: Ferdinand von Quast, general alemán (n. 1850).
- 1940: Emil Åberg, pintor, grabador e ilustrador sueco (n. 1864).
- 1940: Madeleine Astor, socialité estadounidense (n. 1893).
- 1940: Pietro Buzzi, empresario italiano (n. 1879).
- 1940: Dan Kolov, luchador profesional búlgaro (n. 1892).
- 1940: Wilhelm Kusserow, alemán (n. 1914).
- 1940: Michael Joseph Savage, político australiano-neozelandés (n. 1872), 23.º primer ministro de Nueva Zelanda]].
- 1940: Andrea Torre, periodista y político italiano (n. 1866).
- 1940: Walter Weston, sacerdote y misionero británico-inglés (n. 1860).
- 1941: Primo Riccitelli, compositor italiano (n. 1875).
- 1942: Julio González, escultor y pintor catalán (n. 1876).
- 1943: Serena Lederer, coleccionista de arte y mecenas austrohúngara (n. 1867).
- 1943: Urbano Mancini, militar y aviador italiano (n. 1912).
- 1943: George Monckton-Arundell, aristócrata («8.º vizconde de Galway») político británico-inglés (n. 1882), 5.º gobernador general de Nueva Zelanda.
- 1943: Gavino Pizzolato, general italiano (n. 1884).
- 1944: Guido Vittoriano Basile, abogado italiano (n. 1893).
- 1944: Eduino Francini, partisano italiano (n. 1925).
- 1944: Cecil Harcourt Smith, arqueólogo británico (n. 1859).
- 1944: Gina Lombroso, comunicadora científica, médica y escritora italiana (n. 1872).
- 1945: Fausto Atti, político y revolucionario italiano (n. 1900).
- 1945: Vincent Hugo Bendix, ingeniero, inventor y empresario estadounidense, fundó Bendix Corporation (n. 1881).
- 1945: Karl Bülowius, general alemán (n. 1890).
- 1945: Friedrich-Wilhelm Deutsch, general alemán (n. 1895).
- 1945: Ángel Melogno, futbolista uruguayo (n. 1905).
- 1945: Halid Ziya Uşaklıgil, escritor, poeta y dramaturgo turco (n. 1866).
- 1946: Karl Groos, psicólogo y filósofo alemán (n. 1861).
- 1946: Ludvig Kornerup, árbitro y entrenador de fútbol danés (n. 1871).
- 1946: George Larkin, actor estadounidense (n. 1887).
- 1946: Gabriela Preissová, escritora y dramaturga checa (n. 1862).
- 1946: Torello Santini, escultor italiano (n. 1875).
- 1947: Sydney Howard Smith, jugador de tenis y bádminton británico (n. 1872).
- 1948: Mario Lomini, pintor italiano (n. 1887).
- 1949: Elisheva Bikhovski, poeta israelí-rusa (n. 1888).
- 1949: Gregory Mathews, ornitólogo australiano (n. 1876).
- 1950: Dezső Földes, esgrimista húngaro (n. 1880).
- 1950: Gaetano Lama, compositor italiano (n. 1886).
- 1951: César Garin, ciclista de carretera italiano (n. 1879).
- 1952: Kiichiro Toyoda, empresario japonés, fundador de la empresa autromotriz Toyota (n. 1894).
- 1956: Jens Kristian Jensen, gimnasta danés (n. 1885).
- 1956: Évariste Lévi-Provençal, arabista, islamista, orientalista e historiador francés (n. 1894).
- 1956: William McKie, luchador británico (n. 1884).
- 1956: Giuseppe Merosi, diseñador y empresario italiano (n. 1872).
- 1956: Francesco Paoloni, periodista y político italiano (n. 1875).
- 1957: Laura Gore, actriz italiana (n. 1918).
- 1958: Robert Baberske, director de fotografía alemán (n. 1900).
- 1958: Leon C. Phillips, abogado y político estadounidense, undécimo gobernador de Oklahoma (n. 1890).
- 1958: Vladimir Volodin, actor soviético (n. 1896).
- 1959: Giosuè Lombardi, ciclista de carretera italiano (n. 1893).
- 1959: Grant Withers, actor estadounidense (n. 1905).
- 1960: Armando Agnini, director de orquesta italiano.
- 1960: Matt Kingsley, futbolista británico-inglés (n. 1874).
- 1960: Gregorio Marañón, médico, filósofo y ensayista español (n. 1887).
- 1960: Egbert Picker, general alemán (n. 1895).
- 1961: Manuel Anzuela Montoya, escultor español (n. 1892).
- 1961: Giovanni Poggi, historiador y museólogo italiano (n. 1880).
- 1961: Minoru Sasaki, general japonés (n. 1893).
- 1962: James Basevi, escenógrafo británico (n. 1890).
- 1962: Jack Britton, boxeador estadounidense (n. 1885).
- 1962: Franco Coop, actor italiano (n. 1891).
- 1963: Giuseppe Anepeta, violinista, pianista y compositor italiano (n. 1900).
- 1963: Harold Dow Bugbee, artista, ilustrador y pintor estadounidense (n. 1900).
- 1963: Harry Piel, director, guionista y actor alemán (n. 1892).
- 1964: Hermann Garrn, futbolista alemán (n. 1888).
- 1964: Roger Motz, político belga (n. 1904).
- 1965: Francis Cuggy, futbolista y entrenador británico-inglés (n. 1889).
- 1965: Dirk Lotsij, futbolista neerlandés (n. 1882).
- 1965: Aidan McQueen, futbolista británico-inglés (n. 1882).
- 1965: Johannes Osten, esgrimista neerlandés (n. 1879).
- 1966: José María Albareda, sacerdote, farmacólogo, agrónomo y científico español (n. 1902).
- 1966: Karl König, pediatra austríaco (n. 1902).
- 1966: Helen Menken, actriz de teatro estadounidense (n. 1901).
- 1966: Jef Moerenhout, ciclista de carretera belga (n. 1910).
- 1967: Henri Grialou, sacerdote francés (n. 1894).
- 1967: Jaroslav Heyrovský, químico y académico checoslovaco (n. 1890), premio nobel de química en 1959.
- 1967: Nikolaj Jakovlevič Jut Zolotov, escritor, etnólogo y crítico literario ruso (n. 1898).
- 1967: Kathleen Innes, pacifista británico-inglesa (n. 1883).
- 1968: Yuri Gagarin (34), cosmonauta, coronel y piloto soviético-ruso, primera persona en el espacio (n. 1934), accidente de aviación.
- 1968: Paul John Hallinan, arzobispo católico estadounidense (n. 1911).
- 1968: Vladímir Serioguin (45), militar y piloto soviético-ruso (n. 1922), accidente de aviación junto a Yuri Gagarin.
- 1969: Antonio Pigliaru, jurista, filósofo y educador italiano (n. 1922).
- 1970: Franco Asco, escultor italiano (n. 1903).
- 1970: Pietro Braga, futbolista italiano (n. 1898).
- 1970: Stéphanie Guerzoni, pintora suiza (n. 1887).
- 1971: Albin Grau, artista, arquitecto y esoterista alemán (n. 1884).
- 1971: Otto Höss, futbolista austríaco (n. 1902).
- 1972: Francesco Curreli, partisano italiano (n. 1903).
- 1972: Escher (Maurits Cornelis Escher), dibujante y artista neerlandés (n. 1898).
- 1972: Frank Ludlow, oficial y naturalista británico (n. 1885).
- 1972: Mariano da Torino, sacerdote, presentador de radio y televisión italiano (n. 1906).
- 1972: Lorenzo Wright, atleta, velocista y saltador de longitud estadounidense (n. 1926).
- 1973: Aldo Carpi, pintor y escultor italiano (n. 1886).
- 1973: Mijaíl Kalatózov, cineasta, director de fotografía y guionista soviético-georgiano (n. 1903).

- 1974: Dino Ciani, pianista italiano (n. 1941).
- 1974: Kon Shimizu, dibujante y artista de cómics japonés (n. 1912).
- 1974: Eduardo Santos, periodista, abogado, humanista y político colombiano, 15.º presidente de Colombia (n. 1888).
- 1974: Wang Ming, político chino (n. 1904)
- 1975: Arthur Bliss, director de orquesta y compositor británico-inglés (n. 1891).
- 1975: Gertrude Niesen, cantante, actriz y letrista estadounidense (n. 1911).
- 1975: Tom Pendlebury, jugador de baloncesto canadiense (n. 1913).
- 1976: Alessandro Pomi, pintor y decorador italiano (n. 1890).
- 1976: Georg August Zinn, abogado y político alemán, ministro presidente de Hesse (n. 1901).
- 1977: Shirley Graham Du Bois, escritora, dramaturga y compositora estadounidense (n. 1896).
- 1977: Diana Hyland, actriz estadounidense (n. 1936).
- 1977: Juan Marinello, escritor y político cubano (n. 1898).
- 1977: Eve Meyer, actriz, modelo y productora de cine estadounidense (n. 1928).
- 1977: Ugo Ortona, pintor y grabador italiano (n. 1888).
- 1977: Ignazio Stella, boxeador italiano (n. 1907).
- 1977: Jacob Veldhuyzen van Zanten, piloto de línea aérea neerlandés (n. 1927).
- 1978: Nat Bailey, empresario canadiense, fundó el White Spot (n. 1902).
- 1978: Sverre Farstad, patinador de velocidad noruego (n. 1920).
- 1978: Kunwar Digvijay Singh, jugador indio de hockey sobre césped (n. 1922).
- 1978: Sverre Farstad, patinador de velocidad noruego (n. 1920).
- 1978: Ninì Gordini Cervi, actriz italiana (n. 1907).
- 1979: Amelia Podetti, escritora, filósofa y docente argentina (n. 1928).
- 1980: Steve Fisher, escritor y guionista estadounidense (n. 1912).
- 1980: Jean Forest, actor y guionista francés (n. 1912).
- 1981: Jakob Ackeret, ingeniero y académico suizo (n. 1898).
- 1981: Eraldo Da Roma, editor italiano (n. 1900).
- 1981: Mao Dun, escritor y crítico literario chino (n. 1896).
- 1982: Fazlur Khan, ingeniero y arquitecto bangladesí expatriado en Estados Unidos (n. 1929), diseñó el John Hancock Center y la Willis Tower
- 1982: Vittorio Marullo di Condojanni, diplomático italiano (n. 1907).
- 1982: Betty Schade, actriz alemana (n. 1895).
- 1982: Leo Todeschini, militar italiano (n. 1916).
- 1982: Giuseppe Tudisco, político italiano (n. 1903).
- 1983: James Hayter, actor británico (n. 1907).
- 1983: Aldo Petri, político e historiador italiano (n. 1918).
- 1983: Richard Stankiewicz, escultor estadounidense (n. 1922).
- 1984: Jack Donohue, director, productor de televisión y actor estadounidense (n. 1908).
- 1984: Colin French, jugador de waterpolo australiano (n. 1916).
- 1984: Myles Turner, tanzano (n. 1921).
- 1985: Pierino Baffi, ciclista de carretera italiano (n. 1930).
- 1985: Hugh Farquharson, jugador canadiense de hockey sobre hielo (n. 1911).
- 1985: Ezio Tarantelli, economista italiano (n. 1941).
- 1986: Constantin Stanciu, futbolista rumano (n. 1907).
- 1987: Giuseppe Ambrosoli, médico, sacerdote y misionero italiano (n. 1923).
- 1987: William Bowers, periodista y guionista estadounidense (n. 1916).
- 1987: Jacques Chalifour, jugador de baloncesto francés (n. 1926).
- 1987: Luis Chávez y González, obispo católico salvadoreño (n. 1901).
- 1987: Giuseppe Nangeroni, geógrafo italiano (n. 1892).
- 1987: Cláudio Santoro, compositor brasileño (n. 1919).
- 1988: Luis Azcárraga Pérez-Caballero, militar español (n. 1907).
- 1988: Damaso da Celle Ligure, sacerdote italiano (n. 1907).
- 1988: Jole Fierro, actriz italiana (n. 1926).
- 1988: Adolfo Geri, actor y actor de voz italiano (n. 1912).
- 1988: Renato Salvatori, actor italiano (n. 1934).
- 1988: Pierre Virion, periodista y escritor francés (n. 1899).
- 1988: Charles Willeford, escritor, crítico de arte y poeta estadounidense (n. 1919).
- 1989: May Allison, actriz estadounidense (n. 1890).
- 1989: Malcolm Cowley, novelista, poeta y crítico literario estadounidense (n. 1898).
- 1989: Antonio Mambriani, matemático italiano (n. 1898).
- 1989: Cláudio Santoro, compositor, director de orquesta y violinista brasileño (n. 1919).
- 1989: Jack Starrett, actor y director estadounidense (n. 1936).
- 1990: Percy Beard, vallista y entrenador estadounidense de atletismo (n. 1908).
- 1990: Marilyn Buferd, actriz estadounidense (n. 1925).
- 1990: Ray Kuka, jugador y entrenador de baloncesto estadounidense (n. 1922).
- 1990: Francesco Panitteri, magistrado y militar italiano (n. 1921).
- 1991: Alfredo Campoli, violinista británico-inglés (n. 1906).
- 1991: Heinrich Gerlach, escritor alemán (n. 1908).
- 1991: Aldo Ray, actor estadounidense (n. 1926).
- 1991: Igor' Rëmin, futbolista soviético (n. 1940).
- 1992: Archimede Cirinnà, pintor y escultor italiano (n. 1908).
- 1992: Anita Colby, modelo y actriz estadounidense (n. 1914).
- 1992: Colin Gibson, futbolista británico-inglés (n. 1923).
- 1992: Lang Hancock, empresario australiano (n. 1909).
- 1992: Franz Lenhart, pintor y dibujante austríaco (n. 1898).
- 1992: James E. Webb, coronel y político estadounidense (n. 1906), 16.º subsecretario de Estado y 2.º administrador de la NASA.
- 1993: Kamal Hassan Ali, general y político egipcio (n. 1921), primer ministro de Egipto.
- 1993: Charles Anderson, caballero estadounidense (n. 1914).
- 1993: Vicent Andrés i Estellés, periodista y poeta español (n. 1924).
- 1993: Clifford Jordan, saxofonista estadounidense (n. 1931).
- 1993: Paul László, arquitecto y diseñador de interiores húngaro expatriado en Estados Unidos (n. 1900).
- 1993: Kate Reid, actriz canadiense (n. 1930).
- 1993: Ernst Streng, ciclista de pista alemán (n. 1942).
- 1994: Elisabeth Schmid, arqueóloga y osteóloga alemana (n. 1912).
- 1994: Lawrence Wetherby, abogado y político estadounidense (n. 1908), 48.º gobernador de Kentucky.
- 1995: René Allio, cineasta y guionista francés (n. 1924).
- 1995: Paul Brinegar, actor estadounidense (n. 1917).
- 1995: Felipe Carone, actor brasileño (n. 1920).
- 1995: Margita Figuli, escritora eslovaca (n. 1909).
- 1995: Maurizio Gucci, empresario italiano (n. 1948).
- 1995: Francesco Longo, guionista y director italiano (n. 1931).
- 1995: Imre Nyéki, nadador húngaro (n. 1928).
- 1996: Ignace Kowalczyk, futbolista alemán (n. 1913).
- 1996: André Lefevere, lingüista belga (n. 1945).
- 1996: Samuel Schoenbaum, ensayista y biógrafo estadounidense (n. 1927).
- 1997: Bob Dillabough, jugador canadiense de hockey sobre hielo (n. 1941).
- 1997: Lane Dwinell, empresario y político estadounidense (n. 1906), 69.º gobernador de Nueva Hampshire.
- 1997: Hugh Horner, médico y político canadiense (n. 1925).
- 1997: Ella Maillart, jugadora de hockey sobre césped, esquiadora, regatista, marinera, escritora y fotógrafa suiza (n. 1903).
- 1997: Émile Stijnen, futbolista belga (n. 1907).
- 1998: Julio César Britos, futbolista uruguayo (n. 1926).
- 1998: John William Comber, obispo y misionero católico estadounidense (n. 1906).
- 1998: David McClelland, psicólogo y académico estadounidense (n. 1917).
- 1998: Ferdinand Anton Ernst Porsche, empresario austríaco (n. 1909).
- 1999: Michael Aris, escritor y académico cubano expatriado en el Reino Unido (n. 1946).
- 1999: Carmelo Cammarata, escultor italiano (n. 1924).
- 1999: Ernestina de Champourcín, escritora española (n. 1905).
- 1999: Rolf Ludwig, actor alemán (n. 1925).
- 1999: Nahum Stelmach, futbolista israelí (n. 1936).
- 2000: George Allen, jugador y entrenador canadiense de hockey sobre hielo (n. 1914).
- 2000: Ian Dury, cantautor y actor británico-inglés (n. 1942).
- 2001: Anthony Dexter, actor estadounidense (n. 1913).
- 2001: Gérard Verbeke, sacerdote belga e historiador de la filosofía (n. 1910).
- 2001: Cinzio Violante, historiador italiano (n. 1921).
- 2002: Milton Berle, comediante, actor y showman estadounidense (n. 1908).
- 2002: Dudley Moore, actor, comediante y pianista británico-inglés (n. 1935).
- 2002: Tadeusz Rut, lanzador de martillo y de disco polaco (n. 1931).
- 2002: Sture Stork, marinero sueco (n. 1930).
- 2002: Lotte Ulbricht, alemana (n. 1903).
- 2002: Daniele Vimercati, periodista y presentador de televisión italiano (n. 1957).
- 2002: Billy Wilder, director de cine, productor y guionista austríaco (n. 1906) expatriado en Estados Unidos.
- 2003: Angelo Arpa, crítico de cine, escritor y jesuita italiano (n. 1909).
- 2003: Alan Ackerman Beetle, botánico estadounidense (n. 1913).
- 2003: Edwin Carr, director de orquesta, compositor y educador neozelandés (n. 1926).
- 2003: Daniel Ceccaldi, actor, escritor y director de teatro francés (n. 1927).
- 2003: Fiorenzo Fiorentini, actor, guionista y compositor italiano (n. 1920).
- 2003: Elisa Mújica, escritora colombiana (n. 1918).
- 2003: José María Satrustegi, eclesiástico, etnógrafo antropólogo y estudioso del euskera español (n. 1930).
- 2003: Elio Vanara, futbolista italiano (n. 1944).
- 2003: Domingo Ynduráin Muñoz, catedrático español de Literatura Española (n. 1943).
- 2003: Paul Zindel, dramaturgo, novelista y guionista estadounidense (n. 1936).
- 2004: Christopher Longuet-Higgins, químico británico (n. 1923).
- 2004: Robert Merle, escritor francés (n. 1909).
- 2004: Robert Lawrence Trask, lingüista estadounidense (n. 1994).
- 2004: Hans Sommer, ciclista de carretera suizo (n. 1920).
- 2005: Wilfred Gordon Bigelow, militar y cirujano canadiense (n. 1913).
- 2005: Vittoriano Della Cananea, violonchelista y profesor italiano (n. 1919).
- 2005: Fernando Jiménez del Oso, psiquiatra y parapsicólogo español (n. 1941).
- 2005: Antonio Téllez Sola, periodista, historiador y anarquista español (n. 1921).
- 2005: Rigo Tovar, músico mexicano (n. 1946).
- 2005: Eugenio Turri, geógrafo, escritor y viajero italiano (n. 1927).
- 2005: Ahmed Zaki, actor egipcio (n. 1949).
- 2006: Orazio Barbieri, político y partisano italiano (n. 1909).
- 2006: Werner Camichel, bobsledder suizo (n. 1945).
- 2006: Dan Curtis, productor de televisión, guionista y director estadounidense (n. 1927).
- 2006: Lisa Davanzo, pedagoga y poeta italiana (n. 1917).
- 2006: Ian Hamilton Finlay, poeta, escritor y arquitecto paisajista escocés (n. 1925).
- 2006: Stanisław Lem, novelista soviético-ucraniano expatriado en Polonia (n. 1921).
- 2006: Rudolf Vrba, educador checo (n. 1924)
- 2006: Rudolf Vrba, escritor, profesor y médico eslovaco (n. 1924), superviviente del Holocausto.
- 2006: Neil Williams, jugador de críquet británico-inglés (n. 1962).
- 2007: Nancy Adams, botánica e ilustradora neozelandesa (n. 1926).
- 2007: Domenico Fenocchio, motociclista italiano (n. 1913).
- 2007: Paul C. Lauterbur, químico y académico estadounidense, premio nobel de fisiología en 2003 (n. 1929).
- 2007: Faustino Oramas, cantante, guitarrista y compositor cubano (n. 1911).
- 2007: Joe Sentieri, cantautor italiano (n. 1925).
- 2007: John Aloysius Ward, arzobispo católico británico (n. 1929).
- 2007: Yang Zhenji, artista marcial chino (n. 1921).
- 2008: Jean-Marie Balestre, empresario y dirigente francés de Fórmula 1 (n. 1921).
- 2008: Mario Ercolani, banquero italiano (n. 1913).
- 2009: Irving R. Levine, periodista y escritor estadounidense (n. 1922).
- 2009: Anna Maria Mammoliti, activista, periodista y editora italiana (n. 1944).
- 2010: Dick Giordano, dibujante, ilustrador y editor estadounidense (n. 1932).
- 2010: Zbigniew Gut, futbolista polaco (n. 1949).
- 2010: Lina Lancia, cantante italiana (n. 1932).
- 2010: Rafael Lozano Martínez, violinista, profesor y músico español (n. 1938).
- 2010: Walter Schneider, piloto de motociclismo alemán (n. 1927).
- 2010: Vasili Smyslov, ajedrecista soviético-ruso (n. 1921).
- 2011: Clement Arrindell, juez y político nevisiano, primer gobernador general de San Cristóbal y Nieves (n. 1931).
- 2011: Clement Arrindell, político nevisiano (n. 1931).
- 2011: José Comblin, sacerdote, teólogo y escritor belga (n. 1923).
- 2011: Masoud Estili, futbolista y jugador de fútbol sala iraní (n. 1969).
- 2011: Farley Granger, actor estadounidense (n. 1925).
- 2011: HRF Keating, escritor británico (n. 1926).
- 2011: George Tooker, pintor estadounidense (n. 1920).
- 2012: Angelo Carrara, productor discográfico italiano (n. 1945).
- 2012: Ademilde Fonseca, cantante brasileña (n. 1921).
- 2012: Irma Kolassi, mezzosoprano griega (n. 1918).
- 2012: Hilton Kramer, crítico de arte y ensayista estadounidense (n. 1928).
- 2012: Gian Franco Pagliaro, cantautor italiano (n. 1941).
- 2012: Arnaldo Pizzorusso, erudito italo-francés (n. 1923).
- 2012: Adrienne Rich, poeta, ensayista y feminista estadounidense (n. 1929).
- 2012: Mario Socrate, hispanista, poeta y novelista italiano (n. 1920).
- 2012: Warren Stevens, actor estadounidense (n. 1919).
- 2012: Garry Walberg, actor estadounidense (n. 1921).
- 2012: Daniel Zamudio, chileno (n. 1987).
- 2013: Hjalmar Andersen, patinador de velocidad noruego (n. 1923).
- 2013: Yvonne Brill, matemática, química, científica e ingeniera canadiense expatriada en Estados Unidos (n. 1924).
- 2013: Fay Kanin, productora de cine, guionista y dramaturga estadounidense (n. 1917).
- 2013: Tobias Kaufmann, jugador de hockey sobre hielo, jugador de hockey en línea y director deportivo italiano (n. 1970).
- 2014: Augustin Deleanu, futbolista y director deportivo rumano (n. 1944).
- 2014: Richard N. Frye, lingüista, académico, erudito, filólogo e iranista estadounidense (n. 1920).
- 2014: Nikolaj Karpov, actor de teatro ruso (n. 1949).
- 2014: Joseph Rigano, actor estadounidense (n. 1933).
- 2014: James R. Schlesinger, economista y político estadounidense (n. 1929), 12.º secretario de Defensa y 1.º secretario de Energía de Estados Unidos.
- 2014: Nevio De Zordo, bobsledder italiano (n. 1943).
- 2015: Rik Battaglia, actor italiano (n. 1927).
- 2015: Otto Paul Clavadetscher, historiador suizo (n. 1919).
- 2015: BJ Crosby, actriz y cantante estadounidense (n. 1952).
- 2015: Johnny Helms, trompetista, director de banda y educador estadounidense (n. 1935).
- 2015: Rod Hundley, jugador de baloncesto y periodista estadounidense (n. 1934).
- 2015: T. Sailo, militar y político indio, segundo ministro principal de Mizoram (n. 1922).
- 2015: Olga Syahputra, actriz indonesia (n. 1983).
- 2015: Mate Trojanović, remero yugoslavo (n. 1930).
- 2015: George Wang, actor chino (n. 1918).
- 2015: Susumu Yokota, músico japonés (n. 1961).
- 2016: Vince Boryla, jugador de baloncesto, entrenador y director deportivo estadounidense (n. 1927).
- 2016: Germinal Casado, bailarín, coreógrafo y diseñador de vestuario español (n. 1934).
- 2016: Judy-Joy Davies, nadadora australiana (n. 1928).
- 2016: Alain Decaux, historiador francés (n. 1925).
- 2016: Antoine Demoitié, ciclista de carretera belga (n. 1990).
- 2016: Abel Dhaira, futbolista ugandés (n. 1987).
- 2016: Madre Angélica (Rita Antoinette Francis Rizzo), monja católica y presentadora televisiva estadounidense (n. 1923).
- 2017: Romolo Bizzotto, futbolista y entrenador de fútbol italiano (n. 1925).
- 2017: Arthur Blythe, compositor y saxofonista estadounidense (n. 1940).
- 2017: Leone Cimpellin, dibujante italiano (n. 1926).
- 2017: Velik Kapsăzov, gimnasta búlgaro (n. 1935).
- 2017: Ėduard Mudrik, futbolista soviético (n. 1939).
- 2017: Robert Parr, químico estadounidense (n. 1921).
- 2017: David Storey, dramaturgo y escritor británico-inglés (n. 1933).
- 2018: Stéphane Audran, actriz francesa (n. 1932).
- 2018: Bert Nievera, cantante filipino expatriado en Estados Unidos (n. 1936).
- 2018: Vittorio Parola, político italiano (n. 1935).
- 2018: Nausicaa Policicchio, soprano italiana (n. 1963).
- 2018: Clément Rosset, filósofo y escritor francés (n. 1939).
- 2018: Carlos Saiz Cidoncha, escritor español (n. 1939).
- 2019: Valery Fyodorovich Bykovskij, cosmonauta soviético (n. 1934).
- 2019: Roy Eugene Davis, ensayista estadounidense (n. 1931).
- 2019: Jan Dydak, boxeador polaco (n. 1968).
- 2020: Roberto Álemann, economista y abogado argentino (n. 1922), cómplice de la dictadura cívico-militar argentina (1976-1983) como ministro de Economía.
- 2020: Elvia Andreoli, actriz argentina de cine y televisión (n. 1951).
- 2020: Mario Benedetti, poeta italiano (n. 1955).
- 2020: Brian Blume, editor y autor de juegos estadounidense (n. 1950).
- 2020: Mirna Doris, cantante italiana (n. 1940).
- 2020: Simone Fubini, empresario y director comercial italiano (n. 1930).
- 2020: Daniel Gevargiz, levantador de pesas iraní (n. 1940).
- 2020: Les Hunter, jugador de baloncesto estadounidense (n. 1942).
- 2020: Hamed Karoui, político tunecino (n. 1927).
- 2020: Vladimir Ljubomudrov, director soviético (n. 1939).
- 2020: Ermes Polli, futbolista italiano (n. 1937).
- 2020: Germano Proverbio, religioso y latinista italiano (n. 1924).
- 2020: Manuel Usher, jugador y entrenador de baloncesto uruguayo (n. 1932).
- 2021: Salvatore Frasca, político italiano (n. 1928).
- 2021: Petr Kellner, empresario checo (n. 1964).
- 2021: Mary Jeanne Kreek, neurocientífica estadounidense (n. 1937).
- 2021: Eugenio Mimica Barassi, escritor chileno (n. 1949)
- 2021: Gianlorenzo Pacini, erudito y traductor eslavo italiano (n. 1930).
- 2022: Lars Bloch, actor y compositor danés (n. 1938).
- 2022: Titus Buberník, futbolista checoslovaco (n. 1933).
- 2022: Ayaz Mütallibov, político azerbaiyano (n. 1938).
- 2022: Hans Perrier, jugador y entrenador de baloncesto neerlandés (n. 1936).
- 2022: Enrique Pinti, actor, cómico, director de teatro y dramaturgo argentino (n. 1939).
- 2022: James Vaupel, científico y demográfo estadounidense (n. 1945).
- 2022: Aleksandra Zabelina, esgrimista soviética (n. 1937).
- 2023: James Bowman, contratenor británico (n. 1941).
- 2023: Kauko Kauppinen, jugadora de baloncesto finlandesa (n. 1940).
- 2023: Max Hardcore, actor pornográfico, productor y director de cine estadounidense (n. 1956).
- 2023: Gianguido Milanesi, esgrimista italiano (n. 1935).
- 2023: Gianni Minà, periodista, escritor y presentador de televisión italiano (n. 1938).
- 2023: Ennio Ponzi, jugador de rugby italiano (n. 1951).
- 2024: Angelo Abenante, político italiano (n. 1927).
- 2024: Andrij Antonyščak, político ucraniano (n. 1969).
- 2024: Choi Dae-shik, futbolista surcoreano (n. 1965).
- 2024: Daniel Kahneman, escritor, psicólogo y economista israelí expatriado en Estados Unidos, ganador del premio nobel en ciencias económicas (n. 1934), autor de Pensar rápido, pensar despacio.
- 2024: Joe Lieberman, político y abogado estadounidense (n. 1942).

## Celebraciones
- Día Mundial del Teatro.[4]
Con el fin de promocionar la contribución de ese arte milenario al enriquecimiento de la cultura en todo el mundo. Fue creado en 1961, por iniciativa del Instituto Internacional del Teatro.

- Día Internacional del Enlace entre las Ciencias Médicas.
Impulsado por la Sociedad de Enlace de Ciencias Médicas, desde el año 2020. Esta celebración reconoce el papel fundamental que desempeñan los enlaces y la colaboración entre las diferentes ciencias médicas, y su aplicación beneficiosa en las empresas farmacéuticas, biotecnológicas, de dispositivos médicos y otras empresas, lo que en última instancia redunda en la mejora de la vida de los pacientes.

- Día Mundial del Queso.[5]
Celebración creada en Francia, un país donde se estima que existen más de 2000 variedades de quesos. Se festeja este día con el objetivo de poner en valor su papel en la gastronomía.

- Día Internacional del Garabato.
Para celebrar la creatividad y el arte asociado con el garabato, actividad que cualquiera puede realizar independientemente de sus habilidades artísticas. Esta celebración fue creada por Diane Alber en 2019 y está dedicada al libro infantil titulado NO soy solo un Scribble. El tema central de este libro es que el arte puede presentarse en cualquier forma y que todos pueden ser motivados a convertirse en artistas.
(en inglés: International Scribble Day).

- Día Internacional del Whisky.
Ocasión para celebrar la famosa bebida alcohólica destilada de granos, a menudo cebada, envejecida en barricas de madera. Las variedades famosas incluyen el escocés, irlandés y bourbon. Otra celebración similar es el Día Mundial del Whisky (World Whisky Day), que se celebra el tercer sábado de mayo.
(en inglés: International Whisky Day).

Compartidas
- Naciones Unidas: 
  - 21 al 27 de marzo: Semana de solidaridad con los pueblos que luchan contra el racismo y la discriminación racial.

 Por países
(Por orden alfabético)
- Argentina: 
  - Día del Trabajador Aeronáutico.[6]
Se debe al aniversario de la creación de la Asociación del Personal Aeronáutico (A.P.A.), gremio madre de los trabajadores de la actividad civil aerocomercial en este país.[7]

- Birmania: 
  - Día de las Fuerzas Armadas.
(en inglés: Armed Forces Day (Myanmar)).

- Estados Unidos: 
  - Día Nacional del Viagra.[8]
(en inglés: National Viagra Day).

- Japón: 
  - Día de la Flor del Cerezo o Día de Hanami.
El Día de la Flor del Cerezo, también conocido como Hanami, es una celebración tradicional japonesa que marca el inicio de la primavera en el hemisferio norte. Durante este evento, las personas se reúnen en parques en familia para admirar la belleza de los cerezos en flor. En Japón, esta celebración también se conoce como Sakura y es una tradición muy importante.

- México: 
  - Día del Archivista.[9]

- Rumania: 
  - Día de la Unión de Besarabia con Rumania.[10]
Besarabia es una región histórica que formó parte del Principado de Moldavia, que se unió a Valaquia para formar la actual Rumania. La región fue anexionada en 1812 por el Imperio ruso, pero se independizó y se unió a Rumania el 27 de marzo de 1918 (hace 107 años).
(en rumano: Ziua Unirii Basarabiei cu România).
(en inglés: Day of the Union of Bessarabia with Romania).

### Santoral católico

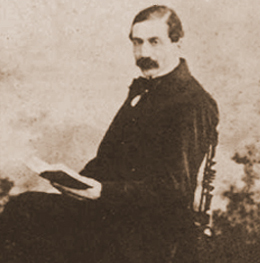
Beato Francesco Faà di Bruno.

- San Ruperto de Salzburgo, obispo (f. c. 718).[11]
- San Narsetes, mártir.[11]
- San Teoprepides.[11]
- San Zanitas.[11]
- San Juan de Licópolis (s. IV).[11]
- San Alejandro de Drisípara (s. III).[11]
- Beato Peregrino de Falerone, presbítero (f. 1232).[11]
- Beata Panacea de Muzzi, virgen y mártir (f. 1383).[11]
- Beato Francisco Faá di Bruno, presbítero (f. 1888).[11](imagen ilustrativa).